# Semifonte

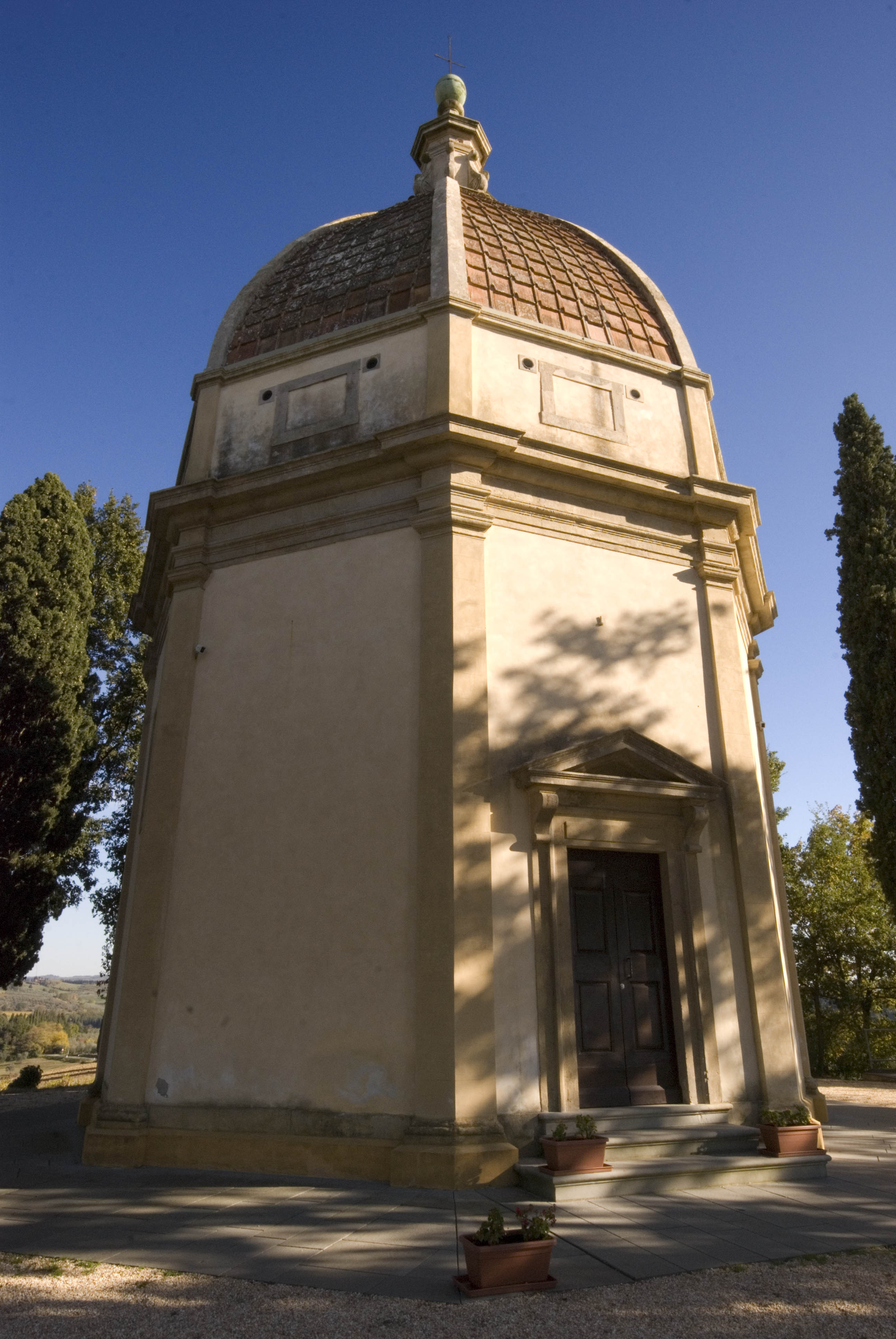
Cappella di San Michele a Semifonte, Barberino Val d'Elsa.

Semifonte fu una città fortificata, che sul finire del XII secolo divenne una fiera avversaria di Firenze. Oggi il toponimo indica una località nei pressi di Petrognano, frazione del comune di Barberino Tavarnelle, nella città metropolitana di Firenze.
Il nome deriva da latino Summus Fons ('fonte somma' ossia 'sorgente d'acqua alla sommità di un'altura'), divenuto in seguito Summofonte e infine Semifonte. Il castello prima e la città poi vennero fondati, intorno al 1177, dal conte Alberto IV degli Alberti di Prato, divenendo, in breve, uno dei centri più potenti della Valdelsa, nonché caposaldo imperiale nella zona. L'affermarsi di Semifonte fu immediatamente malvisto dalla Repubblica fiorentina, che vi si oppose in ogni modo e riuscì a sconfiggerla nel volgere di un ventennio. Nel 1202, Semifonte, dopo un assedio iniziato nel 1198, venne sconfitta, conquistata e subito rasa al suolo dalle truppe di Firenze, che con ciò intese dare un esempio ad altri centri con essa in competizione.
Terminata l'opera di distruzione, Firenze decretò che su quel colle non si sarebbe mai più potuto costruire edificio alcuno. Tale divieto è stato, di fatto, rispettato fino ad oggi, fatta eccezione per la Cappella di San Michele, eretta nel 1597 sulla cima del colle su progetto dell'architetto Santi di Tito (1536-1603), il quale, con fatica, aveva ottenuto l'approvazione da Ferdinando I de' Medici, allora Granduca di Toscana.
Il nome di Semifonte sembra derivare dal latino Summus Fons (sorgente d'acqua alla sommità di un'altura), divenuto in seguito Summofonte e infine Semifonte.. Nel corso del tempo i redattori dei vari documenti riguardanti questo luogo lo hanno anche chiamato: Semifonti, Semifunti, Simifonti, Simifunti, Somofonti, Summufonte e Sumufonte. Addirittura nel documento del trattato di pace dell'aprile 1202 per 14 volte viene usata la parola Summufontesi e per 4 volte la parola Semifontesi.

## Storia
Tra il 1154 e il 1174, l'imperatore Federico il Barbarossa scese in Italia cercando di sottomettere i liberi Comuni. Questi ultimi, appartenenti alla Lega Veronese di Pontida prima, Lombarda poi, infersero una sonora sconfitta all'imperatore durante la battaglia di Legnano nel 1176, giungendo infine alla pace di Costanza (1183).
In questo clima di lotte tra imperatori e feudatari da una parte, liberi Comuni dall'altra, si colloca la nascita della città di Semifonte, fondata dal conte Alberto IV degli Alberti nella seconda metà del XII secolo con l'intento di creare una cintura di castelli appartenenti ai feudatari fedeli all'impero intorno alla città di Firenze, libero comune, per tentare di contenerne l'espansione. Le principali piazzeforti del partito imperiale erano: Fucecchio, San Miniato, Semifonte e Montegrossoli. A questi si affiancavano altri castelli degli Alberti (Certaldo, Castelfiorentino, Lucardo, Vico d'Elsa, Pogna) e dei conti Guidi (Poggibonsi e Monterappoli).

### I contrasti per l'edificazione della città (1177-1187)

#### La prima fondazione

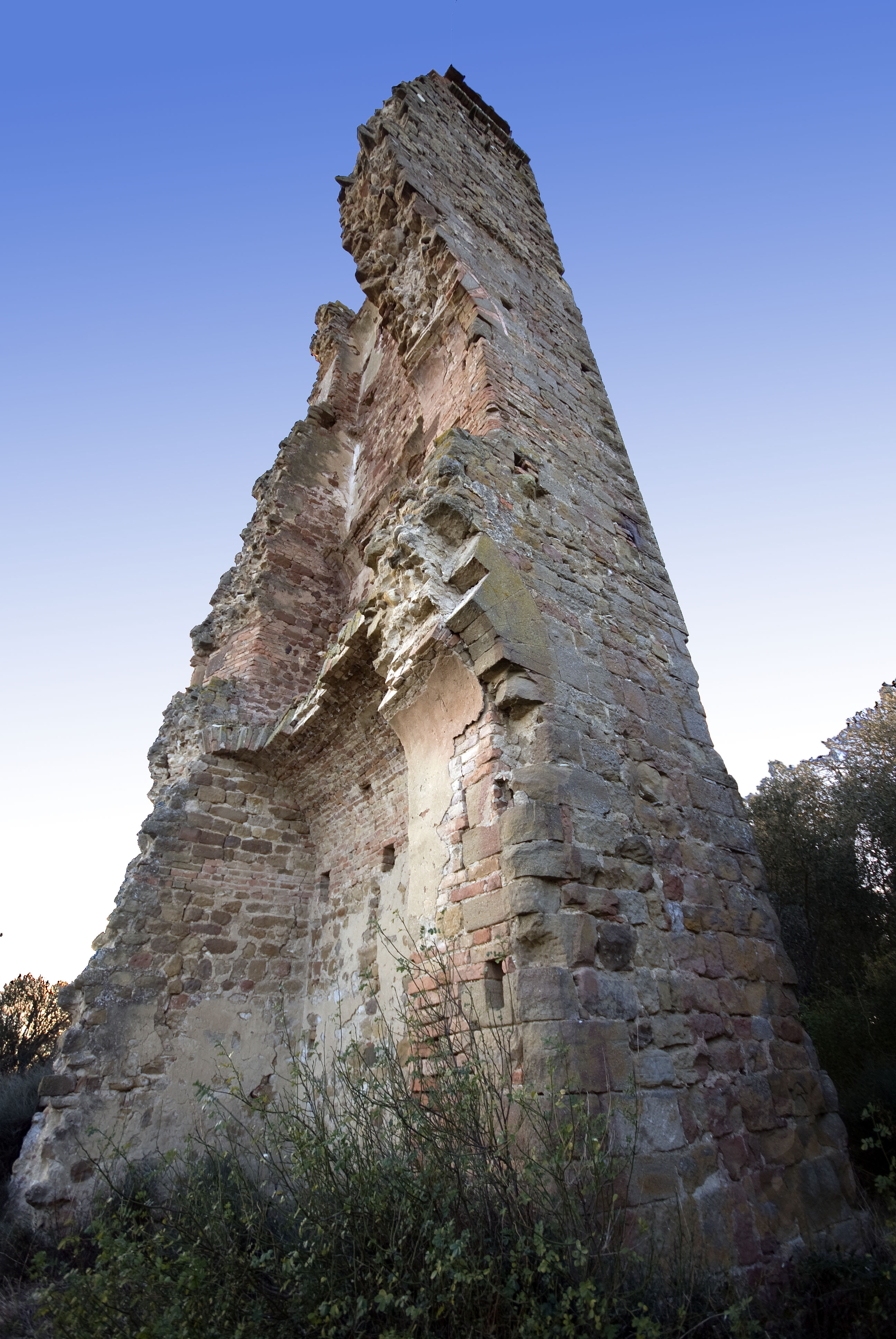
Ruderi del castello di Pogna, nel Comune di Certaldo.

Allo stato attuale non esiste nessuna testimonianza che permetta di stabilire con precisione la data di fondazione di Semifonte, quello che è possibile fare sono solo delle supposizioni. Anche da un punto di vista bibliografico l'unica testimonianza coeva agli avvenimenti è quella del giudice fiorentino Sanzanome che assistette personalmente ad alcune fasi della guerra, terminata con la distruzione del centro. Il Sanzanome colloca la fondazione intorno al 1177 per iniziativa del conte Alberto IV in occasione della discesa in Italia dell'imperatore Federico Barbarossa; il monarca si trattenne in Toscana fino al gennaio 1178 per poi ritornare in Italia solo nel 1184. In quell'anno era scoppiata una contesa tra gli Alberti e il comune di Firenze per il controllo di Pogna e, nella cronaca di Sanzanome, è scritto che il conte Alberto «transcursis annis postea non multis» dal 1177:
(Gesta Florentinorum, p. 12)
Questa è l'unica testimonianza che parli della nascita di Semifonte; visto che la località non venne nominata nell'elenco dei beni confermati dall'imperatore ad Alberto nel 1164, anno in cui il conte era da poco diventato maggiorenne e quindi è da ritenere che la fondazione del centro deve essere avvenuta proprio tra il 1177 e il gennaio 1178.
Per gli Alberti la fondazione di un nuovo centro non era una novità, visto che, all'inizio dell'XI secolo, si erano fatti promotori della fondazione di un centro destinato a ben altra fortuna: Prato. Semifonte come Prato nasceva dall'aggregazione di diverse comunità poste nell'area circostante ma, rispetto alla fondazione di Prato, quello che era cambiato era il contesto. La zona in cui nacque Semifonte, alla fine degli anni settanta del Millecento, era una delle aree più popolate della Toscana potendo contare sia su centri come Certaldo, Podium Bonizii, San Gimignano, Colle di Val d'Elsa sia dall'essere attraversata dalla via Francigena; a quel tempo la via Francigena era l'asse principale per i movimenti degli uomini e delle cose e poterne avere il controllo era fonte di sicuri e immensi guadagni. Questi guadagni erano uno dei principali obbiettivi della Firenze del tempo e quindi, per averli, era pronta a combattere. Fin dalle fasi iniziali del popolamento, Firenze intuì che il nuovo castello le avrebbe inevitabilmente tagliato qualsiasi collegamento con il sud, per la sua collocazione strategica sulla via Volterrana, e dichiarò guerra. Ai primi di marzo del 1182 fu organizzata una spedizione militare, con l'intento di scoraggiare il progetto, attraverso l'occupazione e la sottomissione di Empoli, Pontorme, Pogna e distruggendo i cantieri attivi a Semifonte. La missione militare andò a buon fine; i notai fiorentini, in un documento datato 4 marzo 1182, registrarono le parole degli abitanti di Pogna in seguito alla spedizione:
(Capitoli del comune di Firenze, XIII, p. 19)

#### Seconda spedizione punitiva fiorentina e ripresa dei lavori
I lavori furono sospesi per un paio di anni. Quando la situazione si fu calmata, gli Alberti riportarono operai e abitanti nella zona per ricominciare i lavori di fondazione e Firenze scatenò nuovamente la guerra alla famiglia. L'esercito fiorentino rioccupò Pogna, vennero distrutte le fortezze albertiane di Marcialla e di Mangona nel Mugello, dove il conte Alberto IV venne catturato. Per ottenere la libertà dovette accettare le condizioni dei fiorentini, che consistevano nello smantellamento delle fortificazioni di Certaldo, nella distruzione di Pogna, nella cessione della metà degli introiti dei dazi percepiti con i pedaggi sulla Francigena e nel nuovo smantellamento di Semifonte. Il documento di resa, datato novembre 1184, recita:
(Capitoli del comune di Firenze, XVI, p. 25)
Furono costretti a questo giuramento il conte Alberto, i suoi figli Guido e Maginardus e la moglie Tavernaria.
I patti però non vennero rispettati e il processo di espansione di Semifonte riprese indisturbato. Il 19 agosto 1187, nel diploma con cui a Bologna il re Enrico VI concesse ai Fucecchiesi di edificare un castello, il conte Alberto figura come testimone, facendosi appellare «comes Albertus de Summofonte». La scelta del conte è significativa: fino a quel momento gli Alberti si erano sempre presentati come conti di Prato, ma la decisione di usare il nuovo titolo di fronte all'erede designato al trono imperiale (cioè di fronte a colui che legittimava il loro potere) va letta come la dimostrazione degli stretti legami che legavano la famiglia con il nuovo centro e il nuovo centro con il potere imperiale; il messaggio rivolto in tal modo a Firenze e ai suoi alleati era chiaro: toccare Semifonte equivaleva a toccare direttamente gli interessi imperiali. Fra i principali alleati di Firenze vi erano i conti Guidi, i quali nella zona tra la Pesa, l'Elsa e l'Arno, ossia nel feudo degli Alberti, avevano fondato nello stesso periodo due centri: Podium Bonizii ed Empoli, e quest'ultima, con il dichiarato intento di sottrarre uomini agli Alberti. Con l'incastellamento di Semifonte gli Alberti, unici veri rappresentanti del potere imperiale in quella zona della Toscana, cercarono di controbilanciare il potere guidingo.

### Lo sviluppo della città (1187-1198)

#### Mortennano e nascita del comune

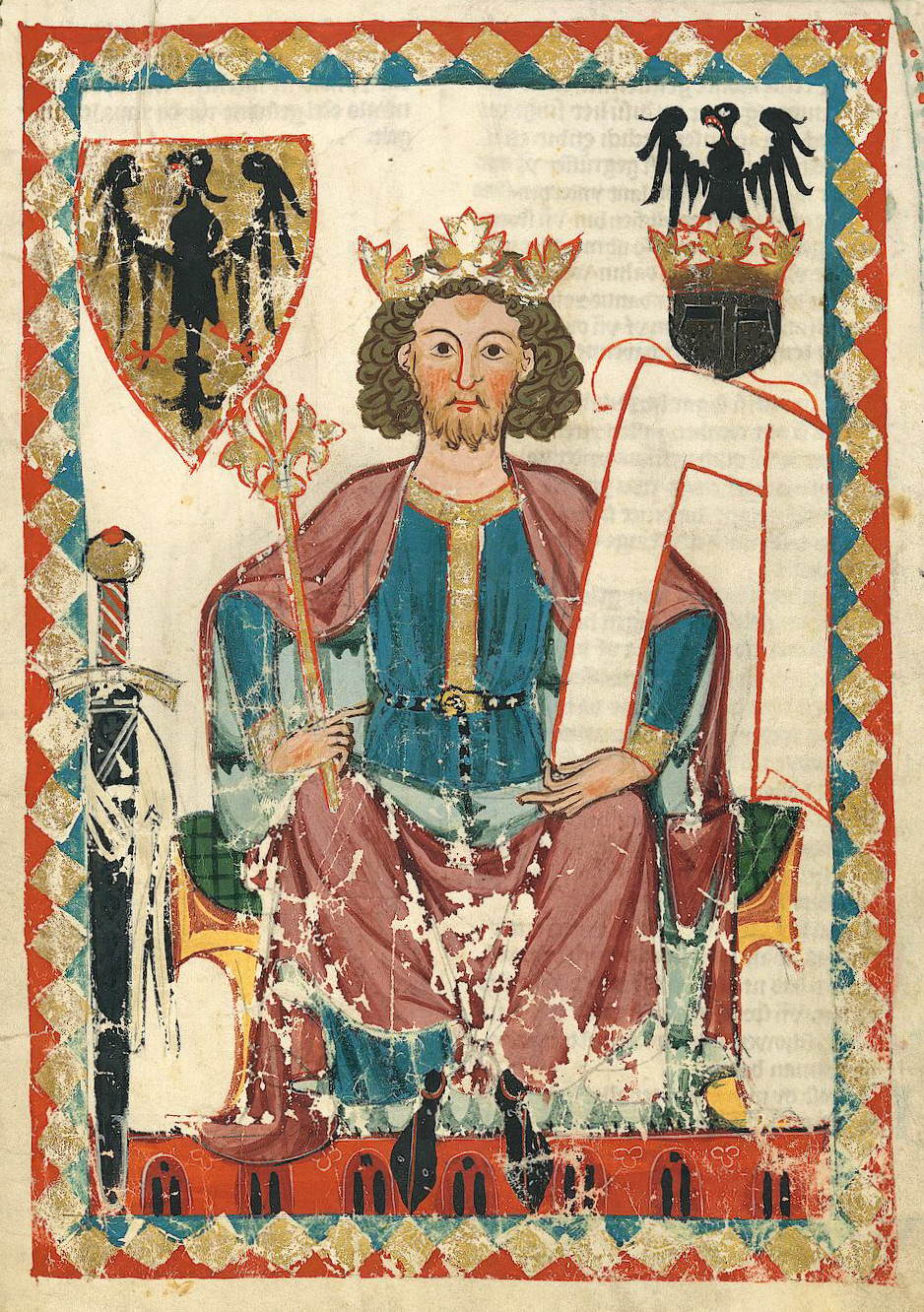
Enrico VI imperatore.

A Semifonte i lavori procedettero in maniera spedita e, oltre alle fortificazioni, vennero costruite le case per gli abitanti, i quali furono subito dediti alle più varie attività artigianali, nonché alla mercatura.
Ma ci fu un vero e proprio colpo di scena: il 18 luglio 1189 il conte Alberto IV degli Alberti cedette metà dei suoi diritti sulla città a Scorcialupo da Mortennano: questa mossa servì per rafforzare la posizione della nuova città nei confronti di Firenze, facendo entrare Semifonte nell'orbita di Siena. Scorcialupo infatti era il proprietario del Castello di Monternano, situato nei pressi di Castiglione (oggi Castellina in Chianti), nel distretto della pieve di Sant'Agnese in Chianti, appartenente alla diocesi di Siena e inoltre apparteneva a una potente famiglia dell'élite senese e, Siena, avversaria di Firenze, mai avrebbe permesso che la città gigliata minacciasse una proprietà di un suo concittadino. Se da una parte questa scelta rafforzò politicamente Semifonte, dall'altra questo, è il primo segnale dell'abbandono da parte degli Alberti dello scacchiere toscano, Prato compresa, per trasferire i loro interessi nell'area di Bologna, dove infatti si attesteranno dal Trecento. La cessione però, non fu vissuta come un dramma dagli abitanti. Infatti nello stesso periodo (o forse fin dal principio), all'interno del castello, si era cominciata a formare una solida leadership di cittadini che, di concerto col fondatore, avevano iniziato a autogovernarsi.
La prima attestazione di un castello di Semifonte appare in una pergamena della Badia a Passignano del dicembre 1192 e, alla fine del secolo, risulta che il governo del comune era affidato a tre consoli e ad un consiglio di cui sono rimasti i nomi di sette consiglieri.
Intanto il castello si andava sempre più sviluppando e, con la sua potenza, già minacciava i commerci di Firenze. Si narra che i cavalieri di Semifonte andassero fin sotto le mura di Firenze a gridare in segno di scherno:
(Pace da Certaldo, p. 209)
Sempre nel 1192, le milizie di Semifonte catturarono, quasi sicuramente su ordine dell'Imperatore Enrico VI, il cardinale Ottaviano, vescovo di Ostia, mentre transitava sulla via Francigena di ritorno verso Roma da una missione diplomatica in Normandia; in quel periodo era l'uomo più autorevole della Curia romana. Il Cardinale fu poi rinchiuso nella fortezza di Monte Santa Maria Tiberina presso Città di Castello. Ma questo non fu che l'episodio più clamoroso: approfittando della posizione strategica della loro città, i semifontesi erano soliti depredare tutti i messi pontifici di passaggio e ciò li mise in cattiva luce con la curia romana. Ma a salvarli fu la notevole ricchezza e l'importanza strategica del castello che attirarono l'attenzione di due importanti e vicini monasteri vallombrosani: la badia a Coltibuono e, soprattutto, l'abbazia di Passignano.

#### Ingresso di Badia a Passignano
Il 15 novembre 1192 la badia di Passignano acquistò un edificio e un terreno non edificato posti nel borgo di Cascianese nel castello di Semifonte. Questo investimento fu fatto, ufficialmente, allo scopo di poter costruire un ospedale per i viandanti. Circa un mese dopo, venne siglato un accordo tra il pievano di Santa Gerusalem (la chiesa principale del castello) e l'abate di Passignano, accordo che ebbe un peso notevole nelle vicende future. In base a questo accordo il pievano, sul cui territorio sorgeva Semifonte, concesse due privilegi alla chiesa che il monastero si era impegnato a costruire insieme all'ospedale: il titolo di parrocchia ed il governo su quella parte della nuova città che andava dalla porta di Tezanello all'opposta porta di Bagnolo. Non solo, il pievano si impegnò a non sollevare obiezioni nel caso in cui la chiesa patrocinata da Passignano avesse ottenuto dal Papa il diritto al fonte battesimale, concessione apparentemente inspiegabile visto che il fonte battesimale era un'importante prerogativa della chiesa di Santa Gerusalem. L'elevazione di una semplice chiesa parrocchiale a pieve era un evento molto insolito in ambito fiorentino, ma il pievano di Santa Gerusalem non parve preoccupato dall'eventuale diminuzione di importanza della sua chiesa, forse perché sapeva che Passignano godeva dell'appoggio dalla Santa Sede. La contropartita che Passignano dovette concedere fu modesta: doveva riconoscere la superiorità della pieve sulla parrocchia e festeggiare le festività della Santa Croce e di San Niccolò che si tenevano nella stessa pieve; dati i rapporti di forza, totalmente a favore di Passignano, per il monastero l'affare fu notevole. Il ruolo di Coltibuono invece è meno chiaro, anche se ottenne di farsi rappresentare nel consiglio comunale della città da un uomo che faceva stabilmente parte della classe dirigente cittadina: Biliotto di Albertesco, un commerciante con bottega sul mercato locale. In un anno non definito, Biliotto e la badia a Coltibuono procedettero alla vendita di un bene non specificato a un membro della famiglia Ricasoli di Vertine, e con tale evento si tentò di inserire la famiglia Ricasoli nella nobiltà Semifontese. Non se ne fece di nulla perché, nel 1202, avvenne la capitolazione e il contratto venne annullato.
Ma non furono solo interessi economici a far muovere Passignano. Come abbiamo visto, il potere degli Alberti era ormai in netto calo e l'abate di Passignano, spalleggiato in questo da Coltibuono, mirava sicuramente prima ad affiancare e poi magari a sostituirsi quale feudatario, e, a questo progetto, non erano estranei i consoli del comune di Semifonte; il consiglio si impegnò a non esercitare alcun diritto fiscale sia sulla chiesa che sull'ospedale che il monastero voleva costruire e, inoltre, questa immunità venne estesa a tutte le case che il monastero avesse costruito o acquistato dentro le mura e su tutto il territorio semifontese. In cambio di queste concessioni, l'abate offrì al comune tutto l'appoggio che il monastero poteva dare. Da questi accordi si evince che la sostituzione degli Alberti con Passignano era possibile, anche se ciò comportava una modifica degli equilibri interni; Passignano ottenne inoltre che nel consiglio del comune sedesse stabilmente un suo rappresentante, nella persona del procuratore Pierus quondam Cascianelli e il comune, in cambio, ottenne l'appoggio di una potente comunità monastica, fortemente legata con la Santa Sede.

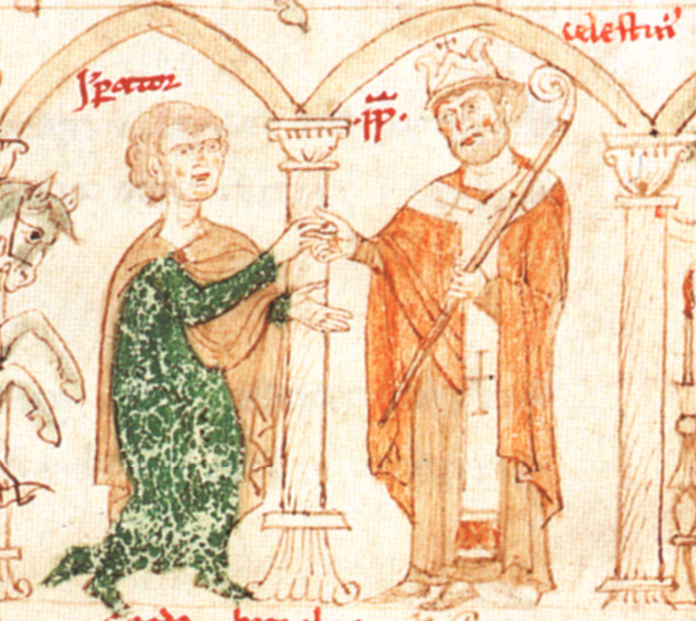
Papa Celestino III ed Enrico VI.

#### L'inizio della fine
Nell'autunno 1196, approfittando della partenza dell'esercito imperiale alla volta della Sicilia, i fiorentini per la prima volta attaccarono il borgo esterno alle mura della città. Subirono danneggiamenti anche una o più chiese di proprietà della Badia a Passignano. La reazione dei monaci fu immediata: su intercessione dell'abate, papa Celestino III lanciò l'interdetto su Firenze, a causa dei danni che quest'ultima aveva causato ai beni che il monastero possedeva a Semifonte. A perorare la causa di Passignano e Semifonte venne inviato a Roma Boncompagno da Signa, uno degli uomini di legge più celebri del tempo.
Ma un avvenimento mutò irreparabilmente lo scenario nel 1197: l'imperatore Enrico VI morì e lasciò come erede Federico II di soli tre anni.

##### La Lega di Tuscia
Il partito imperiale entrò immediatamente in crisi e tutti i conflitti ripresero. Tra i primi a muoversi furono i comuni di San Gimignano e Volterra, che si allearono contro il vescovo di Volterra e il locale rappresentante imperiale Bertoldo. Da quello scontro il potere vescovile uscì ridimensionato e inoltre subì la perdita del castello della Pietra, concesso dallo stesso Enrico al vescovo ma ora sottomesso al comune. In prima fila tra gli anti-imperiali c'era Firenze, che insieme ad altre città toscane, stipulò la Lega di Tuscia (1197-1198). La sede delle trattative fu a San Genesio, da sempre sede delle diete imperiali per la Toscana, e, oltre a Firenze, furono coinvolte Lucca, Siena, i conti Aldobrandeschi, i conti Guidi, altri Grandi di Toscana, San Miniato e il vescovo di Volterra e, poco dopo, venne estesa anche ad Arezzo ed a Prato. L'importanza della Lega di Tuscia fu enorme: per la prima volta le città toscane si spartirono il territorio della regione senza tener conto delle antiche divisioni amministrative, inoltre, venne, di fatto, stabilito un rapporto paritario tra le autorità comunali ed i signori feudali e, infine, i partecipanti si giurano reciproca difesa, impegnandosi a non riconoscere Imperatore o Re senza ordine della chiesa. L'obiettivo principale era la resistenza contro una restaurazione della signoria tedesca. Ogni membro avrebbe dovuto ottenere la sovranità nel proprio territorio, senza violare i diritti degli altri. Il vescovo di Volterra venne posto a capo della lega. Tra i convocati c'erano anche le maggiori famiglie feudali toscane che, avendo ormai perso la protezione imperiale, si videro costrette, non solo ad accettare di partecipare all'assemblea, ma anche ad accettarne le decisioni. Tra i partecipanti c'erano i Guidi, i Gherardini, gli Aldobrandeschi e gli Alberti. Nell'accordo finale i diritti di queste famiglie vennero riconosciuti, a patto però che fossero di concessione regia ma, di fatto, da quel momento in poi persero, o dovettero profondamente ridimensionare, il controllo che avevano sul territorio.
Per quanto riguarda gli Alberti, Firenze pretese, non a caso, un accordo diverso. Dalla Lega di Tuscia dovevano rimanere fuori le fortezze albertiane di Certaldo, Mangona e Semifonte, in pratica i gioielli del dominio albertesco, in cambio Firenze garantì la restituzione agli Alberti per usi agricoli dell'area di Semifonte, ovviamente dopo che ne fossero state smantellate le fortificazioni.
Nel 1198 era stato eletto al soglio pontificio papa Innocenzo III, fautore di una decisa politica antimperiale, e Semifonte si trovò di fatto isolata da tutto e da tutti.

### L'assedio e la distruzione (1198-1202)

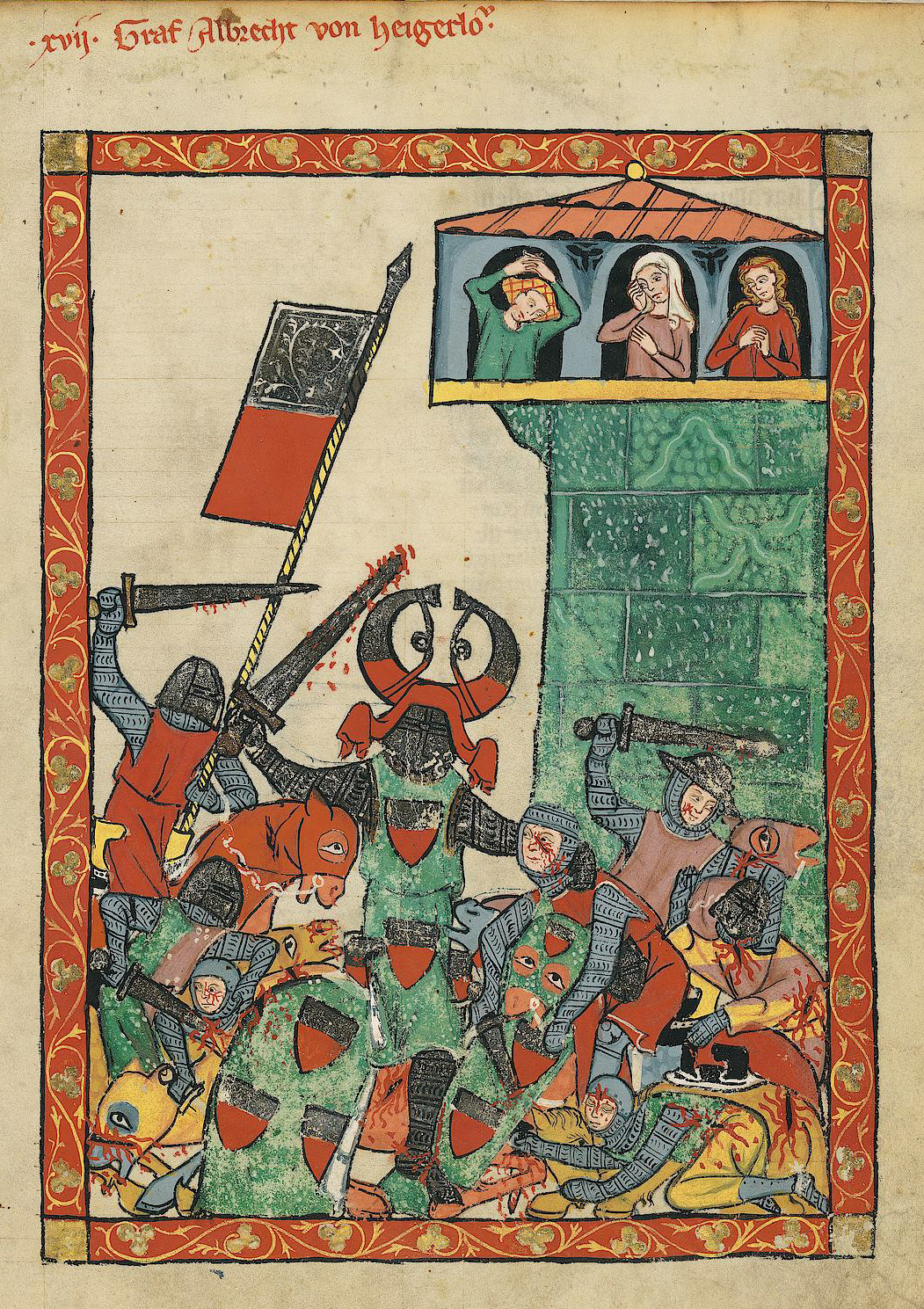
Assedio di una città.

I fiorentini cominciarono la riconquista del contado sottomettendo prima il castello di Montegrossoli, e poi, l'11 maggio 1198, Certaldo.
Firenze decise di cominciare la guerra contro l'odiata Semifonte proprio nel 1198. La prima mossa fu il rafforzamento del vicino castello di Barberino, che avrebbe fatto da quartiere generale, poi ci fu la conquista di Vico d'Elsa ed a quel punto l'accerchiamento di Semifonte era completo.

#### Gli alleati di Semifonte
La probabile futura caduta di Semifonte fece preoccupare i vari centri della Valdelsa, che temevano il dilagare della potenza fiorentina nella zona. Perciò provvidero, innanzitutto, a sopire le varie vertenze locali. Colle di Val d'Elsa inizialmente si era schierata con il partito imperiale ma, dopo diversi scontri per il possesso del castello di Casaglia, il 24 novembre 1199, stipulò un patto di alleanza e difesa reciproca con San Gimignano (alleata di Semifonte), per contrastare Poggibonsi, cittadina amministrata in condominio da Firenze e Siena; tale accordo venne stipulato proprio nel castello di Semifonte, grazie alla mediazione del console Mainesctus. Altri accordi furono stipulati tra i signori feudali dei comuni minori della Valdelsa e della Valdera quali Montevoltraio, Montignoso, Monteglabro, Castelvecchio e i signori del castello della Pietra; tutti questi centri si dichiararono alleati di Semifonte. Alla luce di quello che successe dopo, la loro alleanza con Semifonte fu solo teorica.
La città fu assediata, certamente in maniera non continuativa, anche per le ingenti spese che ciò avrebbe comportato.

#### Il tradimento del conte Alberto
La situazione precipitò il 12 febbraio 1200, quando il conte Alberto IV, per salvare il resto dei suoi domini feudali, si accordò con il comune di Firenze, vendendogli per 400 libbre o 400 lire di moneta pisana la sua metà dei diritti sul castello; inoltre, s'impegnò ad aiutarli nell'assedio e cedette, definitivamente, il castello di Certaldo (che nonostante tutto aveva continuato ad aiutare Semifonte); in più vennero ripetute le clausole dell'accordo del 1184 (vedi sopra), ovvero l'esenzione su qualsiasi pedaggio per i mercanti e i cittadini fiorentini in transito sulla Francigena. Il conte Alberto che tanto si era adoperato per l'edificazione della sua città, ora l'aveva tradita. Il 6 marzo 1200 Scorcialupo da Mortennano cedette la sua metà del castello di Semifonte (che il conte gli aveva donato nel 1189) a Tabernaria, moglie del conte Alberto, la quale la girò al comune di Firenze, che, a questo punto, era, da un punto di vista legale, la padrona assoluta del castello.
Dopo la resa del conte, anche il vescovo di Volterra, Ildebrando Pannocchieschi, si schierò apertamente con i fiorentini inviando, contro Semifonte e contro Colle di Val d'Elsa, 200 cavalieri e 1.000 fanti. Lo fece perché sperava in un loro aiuto contro San Gimignano, ma tale decisione, la prese sfidando una parte dei suoi fedeli e lo stesso comune volterrano schierato invece a fianco di San Gimignano e Semifonte.

#### La pace di Fonterutoli
Nel 1201, ormai al quarto anno di guerra, militarmente i fiorentini non erano ancora riusciti a fiaccare la resistenza dei semifontesi, che si avvalevano degli aiuti dei centri minori; ma Firenze stava per compiere un'abile mossa diplomatica capace di isolare Semifonte. Nonostante Firenze fosse, dal punto di vista legale, la padrona del castello, decise di scendere a patti con Siena.

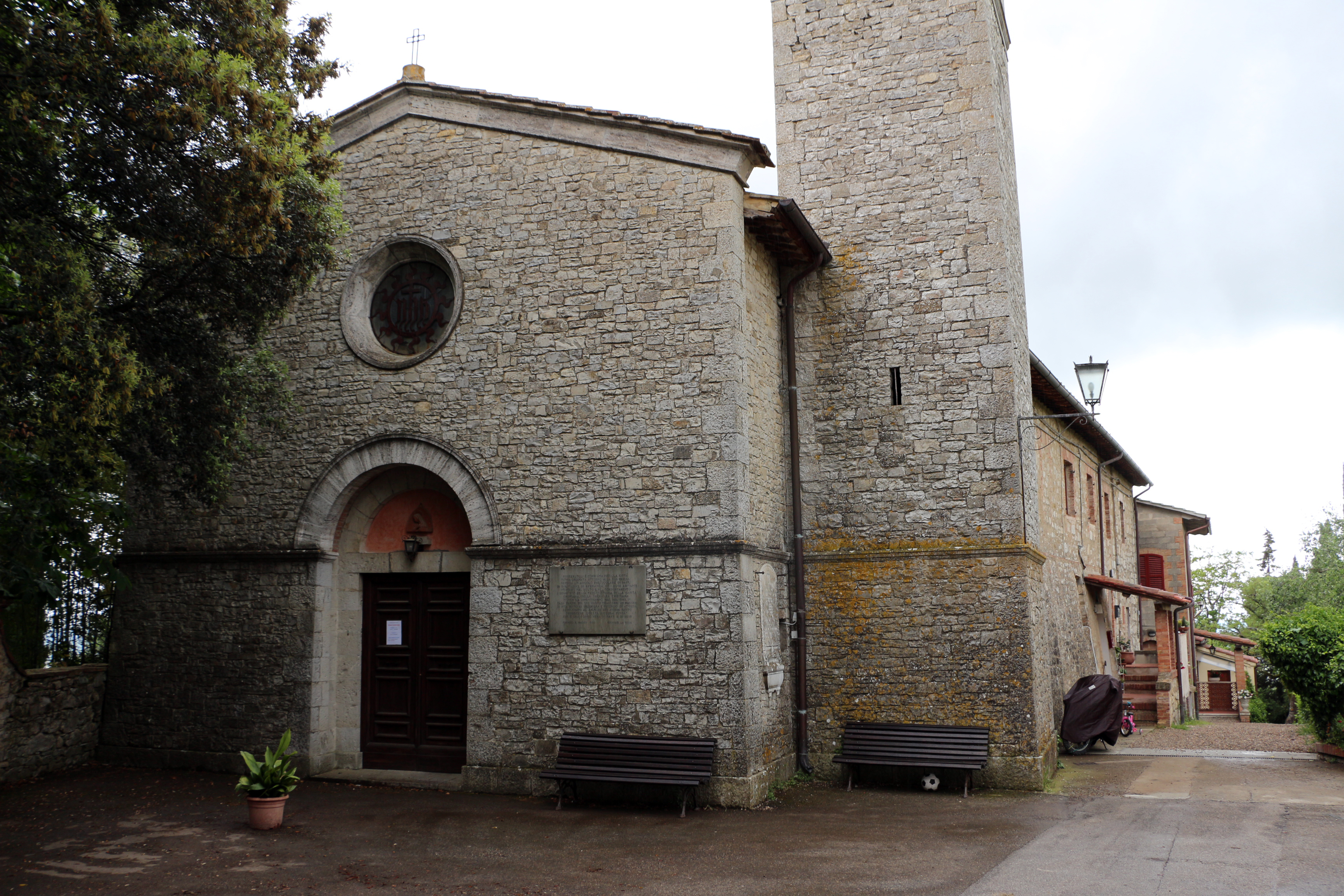
Chiesa di San Miniato a Fonterutoli, dove fu firmato l'omonimo accordo di pace tra Firenze e Siena.

Il 29 marzo 1201, nella canonica di San Miniato a Fonterutoli, Paganello Porcari, podestà di Firenze, e Filippo Malavolti, podestà di Siena, con i loro rispettivi funzionari, stipularono un trattato di pace tra le due città. L'accordo prevedeva che Firenze concedesse il libero transito ai mercanti senesi nel suo territorio e in cambio Siena s'impegnava a fare altrettanto. Ma, dopo la prima clausola commerciale, l'accordo assumeva valore politico e militare. Il podestà fiorentino s'impegnò a considerare il castello di Montalcino e tutti i suoi abitanti come nemici di Firenze («castrum de Montalcino et eiusdem omnes homines pro inimicis tenebo»). Se un montalcinese fosse stato trovato in territorio fiorentino, sarebbe stato catturato e consegnato alle autorità senesi entro 15 giorni; inoltre, se Siena avesse chiesto aiuto militare a Firenze per la conquista di Montalcino, la città del giglio le avrebbe messo a disposizione 100 cavalieri e 1 000 tra fanti e arcieri, mantenuti a spese della stessa Firenze per almeno un mese. Da parte sua Siena, e qui sta il punto fondamentale, s'impegnò a considerare Semifonte come nemica: se un semifontese fosse stato trovato nel suo territorio, lo avrebbe consegnato a Firenze e, soprattutto, avrebbe fornito per la guerra contro Semifonte un contingente armato anch'esso di 100 cavalieri e 1 000 fanti. L'accordo prevedeva anche altro: Siena avrebbe impedito che Colle di Val d'Elsa fornisse qualunque aiuto a Semifonte e non avrebbe inviato nessun aiuto a San Gimignano, se quest'ultimo avesse continuato a schierarsi dalla parte di Semifonte. In definitiva, l'accordo stipulato a Fonterutoli stabilì, senza dubbi, quali erano le zone di influenza delle due città.
L'accordo era fondamentale perché Siena era diventata una vera e propria spina nel fianco verso i progetti di espansione fiorentina in Val d'Elsa e nel Chianti. L'accordo stava stretto a Siena che infatti lo rispettò solo per modo di dire; subito dopo la firma entrambe ricominciarono a guerreggiare. Insomma l'accordo di Fonterutoli servì a tenere buona Siena per il tempo necessario a prendere Semifonte, poi tutto sarebbe ricominciato come sempre.
L'accordo di Fonterutoli determinò dunque, il cambiamento di campo di Colle di Val d'Elsa, ma non fu la sola. Ormai i maggiori alleati, come la badia a Passignano, stavano abbandonando Semifonte mentre Firenze ricevette rinforzi anche da Lucca, Prato e dai Guidi. L'unico alleato rimasto fedele era San Gimignano, da cui continuarono ad arrivare rinforzi. Ma furono gli ultimi; nel timore di ritorsioni e in cambio di un'immunità concessa dai fiorentini, i sangimignanesi garantirono che, in caso di caduta di Semifonte, si sarebbero semplicemente limitati ad accettare la cosa.

### Epilogo
Nei primi mesi del 1202 Firenze strinse l'assedio. Per l'ultima disperata resistenza, i semifontesi affidarono la Rocca di Capo Bagnolo (la fortezza principale della loro città) a un certo Dainello di Ianicone dal Bagnano (località poco distante). Firenze, invece, affidò il comando al Console Clarito Pigli (o Pili o Pilli), il quale fece pervenire truppe fresche, nonché i temibili mangani, macchine da guerra per scagliare pietre durante gli assedi e il fuoco greco, che i fiorentini usarono sul campo per la prima volta. Secondo il Salvini, difensori di Semifonte erano poco più di 5000, contando anche i rifugiati dei dintorni, mentre gli attaccanti ammontavano a circa 10000 uomini.

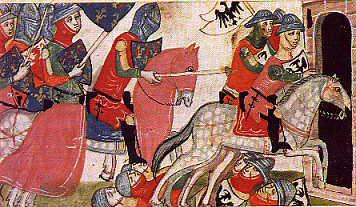
Cavalieri medievali irrompono all'interno di una città.

#### Il commando suicida
L'assalto finale fu lanciato probabilmente all'alba del 23 marzo 1202. Secondo la leggenda, la caduta avvenne per tradimento. Tutti i vari storici del passato individuarono il traditore in tale Ricevuto di Giovannetto, uno dei soldati che il comune di San Donato in Poggio aveva mandato in soccorso di Semifonte. Ricevuto sarebbe stato al soldo dei fiorentini e, in cambio di un'esenzione perpetua dal pagamento delle tasse, avrebbe, ad un determinato segnale, dovuto aprire la porta Romana, a lui affidata. Scoperto il tranello, Ricevuto sarebbe stato ucciso dai semifontesi. In realtà ad accelerare la caduta fu un colpo di mano di un vero e proprio commando guidato da un certo Gonella insieme ad altri fuoriusciti semifontesi, tra cui lo stesso Ricevuto, che però rimase solo ferito, ed ai cui discendenti la Repubblica fiorentina concesse l'esenzione in perpetuo delle tasse. Questi semifontesi appartenevano sicuramente a un gruppo di cittadini molto legato al conte Alberto e, grazie alla perfetta conoscenza delle strutture del castello, riuscirono nell'impresa. Secondo il Salvini, che riprende il racconto di Pace da Certaldo, le cose andarono così: sfruttando il buio della notte l'esercito fiorentino si era avvicinato alla porta Romana, che intanto era stata aperta dal commando, e una volta dentro il gruppo si divise in due, una parte tentò di scalare le mura della Rocca di Capo Bagnolo (il punto chiave di tutta la fortificazione), mentre l'altro gruppo tentò di conquistare la rocca stessa. Il piano fallì e furono quasi tutti uccisi.

#### Assalto finale
Intanto il governo di Firenze cominciava a stancarsi di questo lungo assedio e pretese la conquista, oltretutto aveva già ordinato, allo stesso Clarito de' Pigli, di cominciare un altro analogo assedio al castello di Combiate in Val Marina. Clarito decise così di sferrare l'attacco finale sfruttando i nuovi rinforzi che gli erano giunti da Firenze e da Certaldo. Prima dell'assalto inviò nel castello quale ambasciatore Aldobrandino Cavalcanti, con l'autorizzazione ad accettare qualsiasi richiesta ragionevole. Il consiglio del castello chiese due ore di tempo per decidere. Clarito accettò, ma intanto dispose le truppe. All'interno intanto la discussione fremeva: alcuni fecero presente che la città ormai era allo stremo e che le difese ormai erano ridotte talmente male che i fiorentini non avrebbero avuto difficoltà ad aprirvi un varco, ma altri proposero di resistere ad oltranza confidando nel fatto che nei dintorni la rivolta contro Firenze era in corso e che l'esercito fiorentino avrebbe smobilitato l'assedio per spegnere queste rivolte. Mentre i semifontesi discutevano erano ormai trascorse le due ore concesse da Clarito, il quale, da parte sua, aveva ormai dispiegato tutte le truppe per l'assalto finale e dette il via alle operazioni.

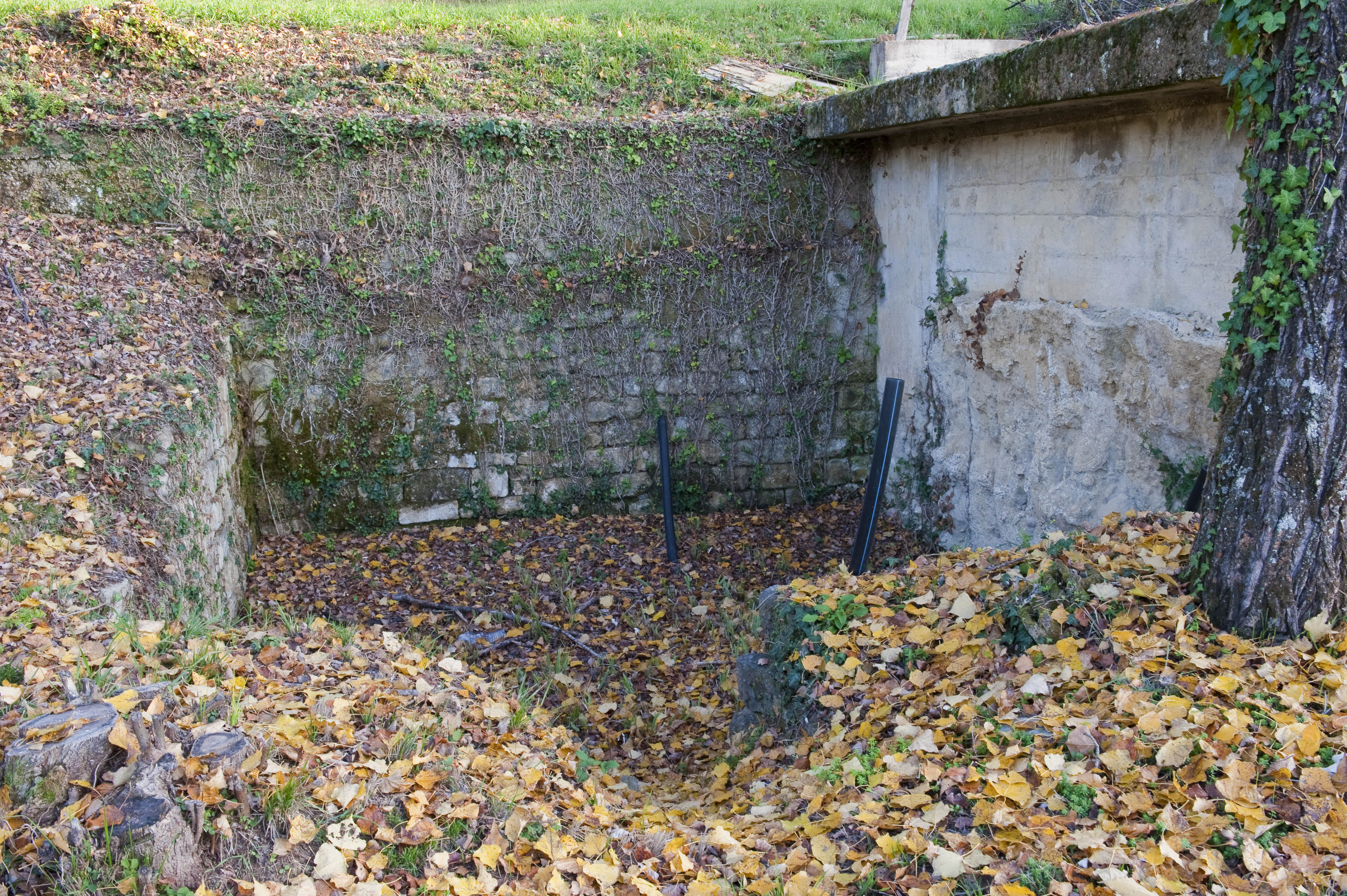
Ruderi della Fonte della Docciola.

Quando i semifontesi si accorsero dell'inizio dell'attacco ormai era tardi e, nonostante un'ultima valorosa difesa, tutto si rivelò inutile. Stremati da mesi di assedio, non avevano più la forza di combattere e fu allora che una delegazione composta dagli anziani e dal clero si recò da Clarito per invocare pietà. Clarito accolse la richiesta, proibì alle sue truppe ogni atto di violenza sulla popolazione e chiese dodici ostaggi più il loro capo messer Scoto. Dopo una breve trattativa si accontentò di prendere in ostaggio solo due consoli ed entrò in città, per poi schierare le sue truppe sulla piazza del castello.
Tutto questo accadeva il 31 marzo: i fiorentini erano riusciti a prendere la città, ma non la Rocca difesa dal valoroso Dainello, il quale cessò le ostilità solamente per l'ordine ricevuto da Messer Scoto, detto poi, da Semifonte, ultimo Podestà della città.

#### L'atto di resa incondizionata
Il 3 aprile 1202, a Vico d'Elsa, venne redatto il trattato di pace tra Clarito Pigli e Albertus de Monteautolo, podestà di San Gimignano, difensore degli interessi semifontesi.
Le condizioni di resa furono durissime: i semifontesi, che furono costretti ad accettare senza neanche poter leggere il trattato, si dovettero impegnare ad abbandonare e ad abbattere tutte le fortificazioni della loro città entro il mese di giugno del 1202. Successivamente iniziò la demolizione delle torri, delle case, perfino delle chiese. La leggenda dice che i materiali furono reimpiegati dai fiorentini nella costruzione della cinta muraria di Barberino Val d'Elsa.
Della città che aveva osato sfidare Firenze non doveva rimanere traccia. Va detto che, in segno di pacificazione, i fiorentini stanziarono 4000 lire a fondo perduto per consentire ai semifontesi di reinsediarsi in un'area nel piano sottostante dove, però, non avrebbero potuto costruire nessuna fortificazione; l'area indicata però era inospitale e i semifontesi si dispersero andando in molti a San Gimignano, altri verso i vicini centri valdelsani, altri a Firenze e alcuni persino in Sicilia e in Palestina. Per racimolare le 4000 lire si istituì una nuova tassa, la libra , che fu imposta non solo ai laici ma anche alle chiese e ai monasteri del circondario, e per pagarla, la badia a Passignano, tassata per 24 lire, dovette far ricorso ad un prestito da un usuraio.
Fu disposto che in quel luogo mai si sarebbe potuto riedificare alcuna cosa.

## Struttura dell'insediamento e organizzazione degli abitanti
Il periodo in cui le principali strutture architettoniche del nuovo centro vengono realizzate va da 1177 al 1187. Poter definire con certezza com'era strutturata la città è impossibile sia per la mancanza di evidenze archeologiche sia per la mancanza di qualunque documento redatto antecedentemente al 1192, anno di ingresso della badia a Passignano nella vita della città.

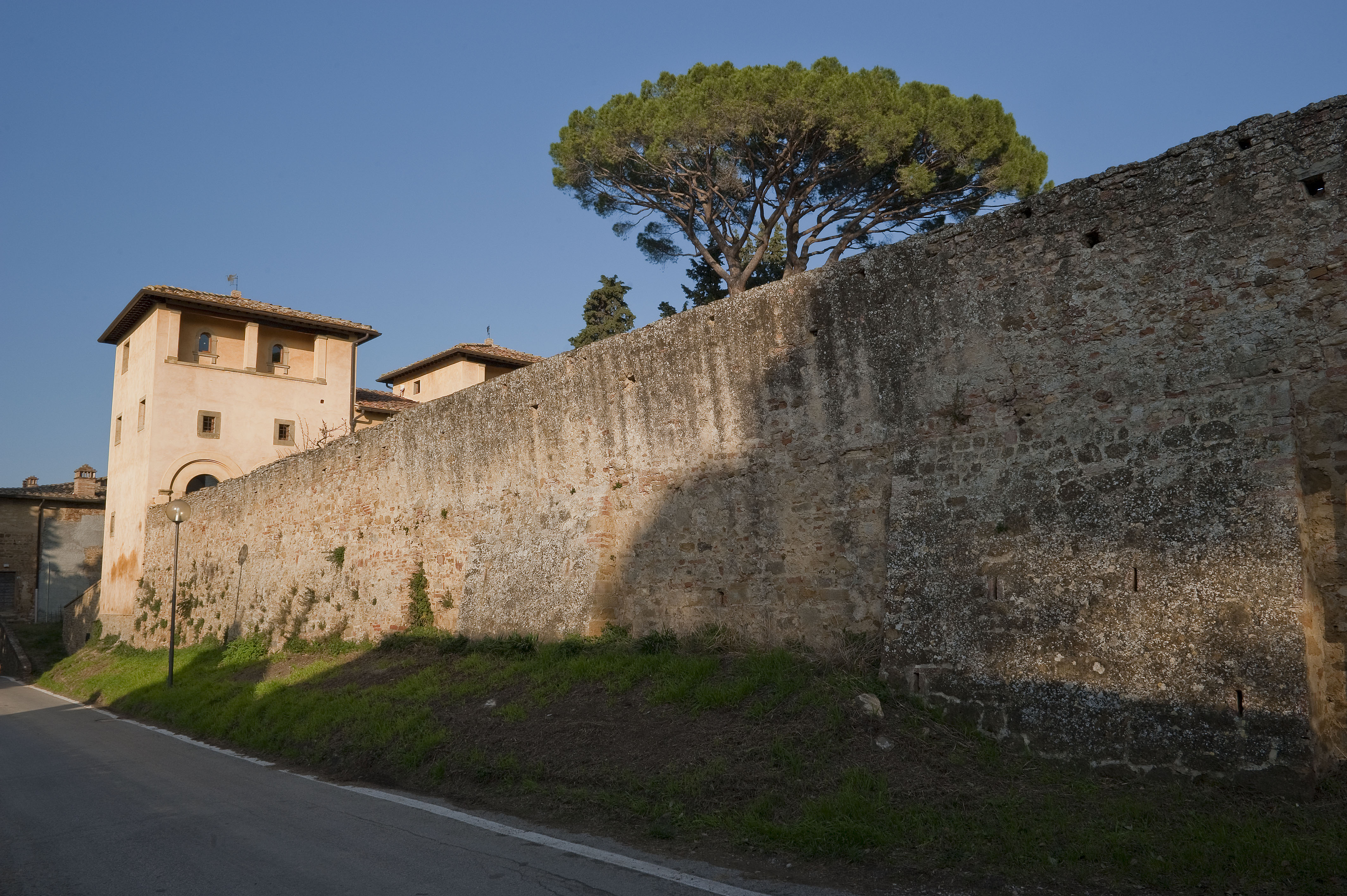
Cinta muraria del borgo di Petrognano.

La mancanza di documenti è dovuta a due fattori: il primo sta in una naturale selezione della documentazione mentre il secondo è che, in tutte le città di nuova fondazione, nei primi anni di vita vengono sempre prodotti pochi documenti.
Quello che è possibile fare sono solo delle supposizioni, partendo dalle poche tracce rimaste.
Nel 1187 si può ipotizzare che fossero state costruite almeno due porte difensive chiamate porta di Bagnolo e porta di Tezanello, nomi derivanti dai due nuclei abitati posti ai limiti del perimetro e nella direzione in cui si aprivano le porte. Secondo l'ipotesi del Salvini le mura, in realtà, non vennero mai completate e si preferì sfruttare la naturale ripidezza dei fianchi della collina. Quello che sembra certo è che, al momento della capitolazione, fosse rimasto in piedi solo un tratto delle mura mentre il resto della collina sarebbe stato difeso da dei fossati. La presenza dei fossati era fondamentale per delimitare i limiti dell'abitato, ed il loro scavo precedeva sempre la costruzione delle mura. Questo è un fatto tipico delle città di nuova fondazione; infatti i fondatori avevano il compito di costruire le porte ed i fossati per delimitare il castello e poi era compito degli abitanti costruire la cinta muraria difensiva che, proprio per questo, aveva dei tempi di costruzione molto più lenti. Ad esempio, alla metà del Trecento, a circa cinquanta anni dalla sua fondazione, Scarperia, non era dotata di una cerchia muraria, anche se ciò non le impedì di difendersi egregiamente durante l'assedio delle truppe milanesi nel 1351.
Sicuramente c'erano zone in pieno sviluppo edilizio ed altre ferme. Da atti notarili sappiamo che esistevano degli agglomerati definiti borgo, termine evidentemente riferito a delle aree urbane in divenire, tra le quali spiccano il Borgo di Cascianese e il borgo di Maglianese. I nomi di questi due borghi permettono anche di fare un'altra ipotesi: gli abitanti dei suddetti dovevano provenire rispettivamente da Casciano e da Magliano, due villaggi posti nelle vicinanze, i cui abitanti probabilmente vennero obbligati ad inurbarsi e che, nel 1202, costituivano il 20% circa della popolazione semifontese. L'aver raggruppato le persone in base al luogo di provenienza servì a favorire la coesione tra gli abitanti ma era anche dovuto ad altri motivi, come ad esempio il mantenimento dei diritti degli immigrati sulle proprie pertinenze nei luoghi di origine, dove rimanevano iscritti fiscalmente. Insomma, il popolamento di Semifonte seguì le stesse modalità riscontrabili, ad esempio, a Cuneo, Alessandria, Cherasco e all'Aquila: l'inurbamento più o meno forzoso degli abitanti dei villaggi vicini.
Ricostruire topograficamente l'insediamento è impossibile ma è possibile ipotizzare lo sviluppo degli spazi insediativi interni ottenuto attraverso il preventivo tracciamento delle strade interne, che erano condizionate dall'andamento del terreno.
La città aveva una forma che Salvini definì stellata, a quattro punte: al vertice di ciascuna punta si apriva una porta, come si può vedere in questa ricostruzione. 

### Mura e porte
Al vertice nord si trova il toponimo La Porta, che non dà adito a dubbi. Questa porta era chiamata Porta al Bagnano o alla Fonte, da una fonte che si trovava dietro le attuali case, ed era situata all'altezza della terza curva dell'attuale strada rotabile. Da lì le mura seguivano l'andamento dell'attuale mulattiera che, andando verso sud, porta a Casa Pietraia e, infatti, lungo questa strada, affiorano delle fondamenta di mura nella zona di Fonte alla Docciola. Da Casa Pietraia le mura proseguivano fino al poggio di Pieve Vecchia, che era interamente circondato dalle mura e nel cui perimetro si apriva una porta detta Porta Razanella o Tezanella. Da questa porta le mura seguivano l'andamento del terreno e finivano all'altezza della casa San Niccolò, dove si apriva la Porta San Niccolò, punto obbligato di passaggio per chi veniva da Vico d'Elsa. Da San Niccolò le mura volgevano a nord-est fino a raggiungere il fianco meridionale della Rocca di Capo Bagnolo, che dovrebbe corrispondere al cosiddetto Tondo. La rocca di Capo Bagnolo sarebbe stata di forma quadrata ed era composta da torri d'angolo ed al centro da una torre maggiore di forma ottagonale il Cassero. Dal tondo le mura andavano vero est fino alla Porta Romana o Porta Grande. Questa porta sarebbe stata sormontata da una torre alta 69 metri chiamata Torre del Leone. L'esatta ubicazione di questa porta è difficile ma, probabilmente, sorgeva all'altezza dell'attuale tabernacolo di santa Caterina, nel punto cioè dove il vertice della collina è più stretto. Da lì le mura volgevano a nord-ovest e, seguendo l'andamento del terreno, si ricongiungevano alla Porta al Bagnano. Il perimetro delle mura della città era di poco inferiore a quello della Firenze contemporanea ma, trattandosi di una nuova fondazione, non poteva raggiungere la stessa densità abitativa.

### Il borgo
Fuori dalla porta Grande venne iniziato ad edificare anche un borgo in seguito fortificato, con una propria porta (Porta al Borgo), oggi denominato Petrognano. Del borgo, Pace da Certaldo ricorda solo che era molto allungato, senza dire quanto, e che le mura di cinta erano costituite dalle facciate posteriori delle case e dalle mura di sostegno degli orti. Oggi spicca la bella Torre del Borgo, la prima testimonianza che vede chi arriva da Barberino, ma nei campi sottostanti sono visibili i muri di sostegno degli orti descritti da Pace. Quelle mura circondano tutta la scarpata che è sotto la chiesa di San Pietro e da lì, verso nord-ovest, si ricongiungevano alla porta Grande. Le case del borgo erano probabilmente situate solo nella parte più ristretta del terreno.

### Edifici civili e religiosi
Oltre alle strutture militari c'erano anche degli edifici religiosi. A causa della recentissima istituzione, gli edifici di culto erano semplici oratori salvo l'eccezione rappresentata dalla chiesa intitolata a San Lazzaro, la cui esistenza in Semifonte è confermata in un documento del dicembre 1192. Il suo titolo, dopo l'avvenuta distruzione, fu trasferito alla pieve di Lucardo, che cambiò il santo patrono da Leonardo a Lazzaro.
Nel 1195 risulta attiva una chiesa nel borgo di Maglianese, intitolata a San Niccolò, l'unica ad avere il titolo di parrocchia. C'erano, infine, altre cinque chiese rispettivamente dedicate a San Michele Arcangelo, a Santa Maria, a Sant'Orsola – con annesso monastero –, alla Santa Croce ed a Santo Stefano.

### Popolazione
Al di là delle varie supposizioni fatte dai diversi autori che si sono avvicinati alla storia di Semifonte, per scoprire qualcosa sulla popolazione di questo centro l'unico documento certo è la lista delle persone che nel 1202 giurarono la resa a Firenze. In quella lista, seppur molto sintetica, i capifamiglia sono divisi in due categorie (a giurare erano chiamati solo i capifamiglia (i fuochi), quindi un voto corrisponde a una famiglia non ad un singolo individuo). Il primo gruppo, identificabile con l'élite del castello è composto da 51 individui mentre i restanti 269 nominativi sono suddivisi in 21 località, corrispondenti ai luoghi di origine. In quel documento non è specificato se e quanti di loro erano presenti fin dalla fondazione.

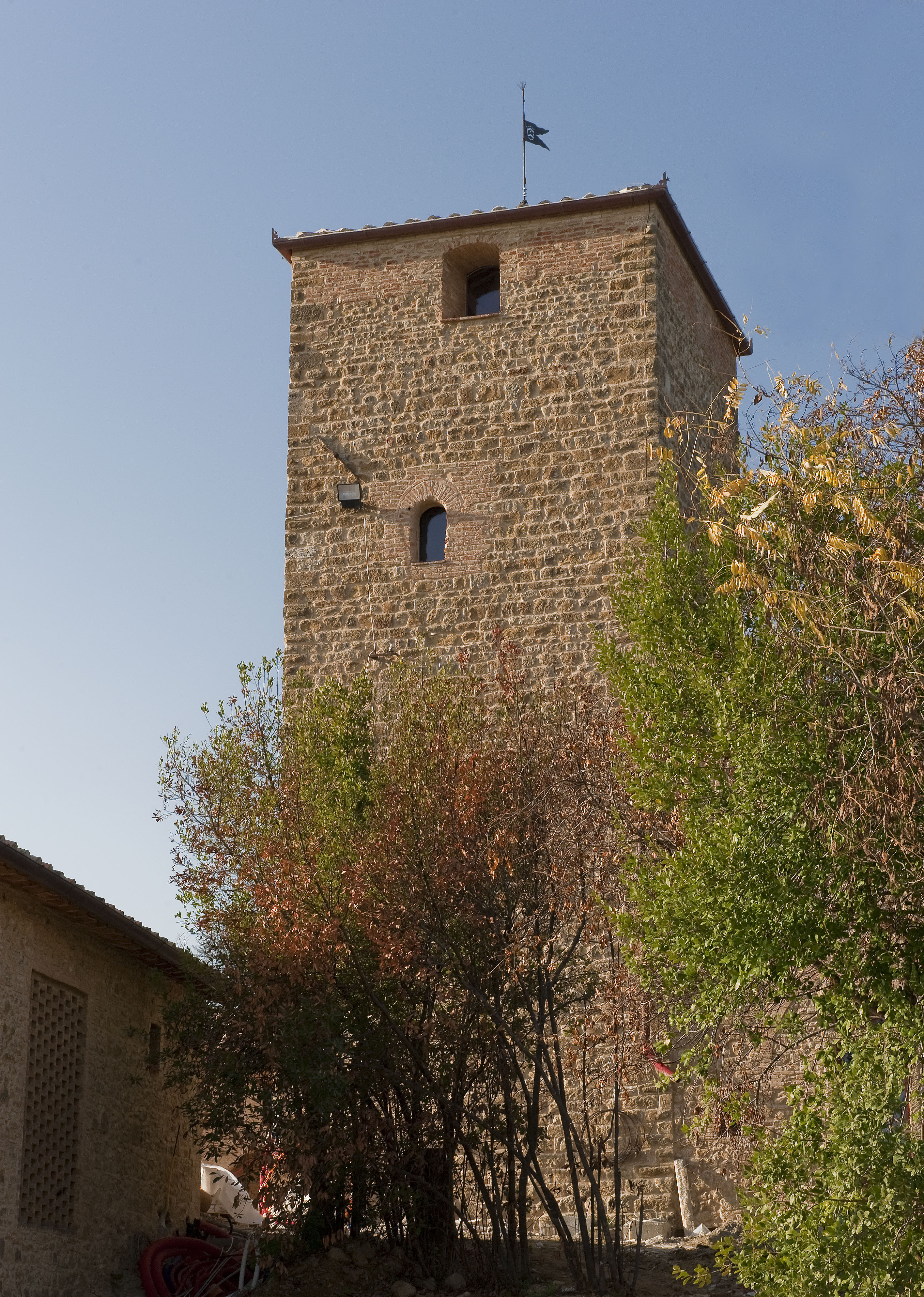
Torre al Borgo.

Riportiamo qui sotto una tabella con il numero dei giuranti e il loro luogo di origine alla resa del 1202, specificando che si tratta dei 269 uomini comuni:
| Località            | Parrocchia          | Numero dei giuranti |
| Santa Gerusalem     | S. Jerusalem        | 35                  |
| Magliano            | San Jacopo          | 31                  |
| Pogni               | Santa Maria         | 22                  |
| Casciano            | Santa Lucia         | 20                  |
| Pastine             | San Martino         | 18                  |
| Vigliano            | San Lorenzo         | 16                  |
| Petrognano          | San Pietro          | 13                  |
| San Lazzaro         | San Lazzaro         | 13                  |
| Asciano             | Santa Margherita    | 12                  |
| Semifonte           | Sant'Angelo         | 12                  |
| Tugiano             | San Piero           | 11                  |
| Megognano           | Sant'Ippolito       | 10                  |
| Maggiano            | San Miniato         | 10                  |
| Santa Maria Novella | Santa Maria Novella | 9                   |
| Bagnano             | Santa Maria         | 9                   |
| Ponzano             | San Filippo         | 7                   |
| Salivolpi           | Santa Cristina      | 7                   |
| Semifonte           | San Niccolò         | 4                   |
| Piano               | ?                   | 4                   |
| Maggiano            | Santo Stefano       | 2                   |
| Doglia              | San Jacopo          | 2                   |

In questi dati è interessante notare la presenza di ben 22 famiglie provenienti da Pogni e, quindi, in plateale violazione degli accordi del 1184 e di altre persone provenienti da san Lazzaro, santa Maria Novella e santa Cristina a Salivolpi, tutte località facenti parte del domino degli Alberti; da notare l'assenza di qualsiasi persona proveniente da Certaldo, anch'esso dominio degli Alberti fino al 1198 quando fu preso dai fiorentini.
Pace da Certaldo nella sua Istoria della guerra di Semifonte aveva parlato di trecento fuochi (famiglie) nel 1202, al momento della resa della città, e il dato combacia. In passato, partendo da questo dato, erano state fatte stime di circa 15 000 abitanti: in realtà la cifra doveva aggirarsi come minimo intorno alle 1.120 - 1 280 unità, in virtù anche del confronto con i dati di altre realtà contemporanee quali Colle di Val d'Elsa (1.800 individui), Montalcino (1.380), Montepulciano (2.450). Per arrivare a questa cifra bisogna partire dal documento stilato al momento della resa dove è riportato che i fuochi erano 320 (269 uomini comuni + 51 dell'élite) che rappresentavano famiglie stimate in circa 4 persone l'una. A queste vanno aggiunte un numero imprecisato di persone che non giurarono: religiosi, invalidi e galeotti che portano a una cifra di circa 1 500 abitanti al momento della resa.
La cosiddetta élite semifontese era composta dai commercianti, dagli aristocratici e dai militari che, insieme al conte Alberto, avevano partecipato attivamente sia alla fondazione che al popolamento del castello. Il loro potere era riconosciuto sia dal conte che dal popolo ed in concomitanza col declino del potere degli Alberti, divennero i veri e propri padroni del castello. La loro forza si basava sul consenso e sulla subordinazione feudale che portava a vere e proprie forme di coercizione. Nei confronti degli Alberti non ci furono mai ribellioni anche perché tutti sapevano benissimo che il loro status derivava dalla scelta del conte di fondare il nuovo centro, tanto che fino al 1200 il conte fu comunque il vero e unico padrone del castello e l'élite fu a lui fedele; infatti nel patto col quale il conte tradì il suo centro, tra le clausole, c'era quella che stabiliva che dal centro sarebbero usciti tutti i suoi homines et fideles, dimostrazione senza ombra di dubbio del rapporto di dipendenza che c'era.
Di questa élite tenne conto anche Firenze: dopo la capitolazione dell'aprile 1202, i vincitori ebbero molti riguardi nei confronti del ceto dominante semifontese; infatti ci fu la volontà di instaurare buoni rapporti con loro con l'obbiettivo di farli diventare dei fedeli alla repubblica fiorentina. Perciò Firenze riconobbe loro lo status che avevano, vennero esentati dal pagamento del fodro e gli venne riconosciuto il diritto a rientrare in possesso di tutti i loro servi e coloni che nel corso degli anni successivi fossero scappati dalla circoscrizione del demolito castello.

## La memoria e il mito
(Dante Alighieri, Paradiso XVI,
58-63)

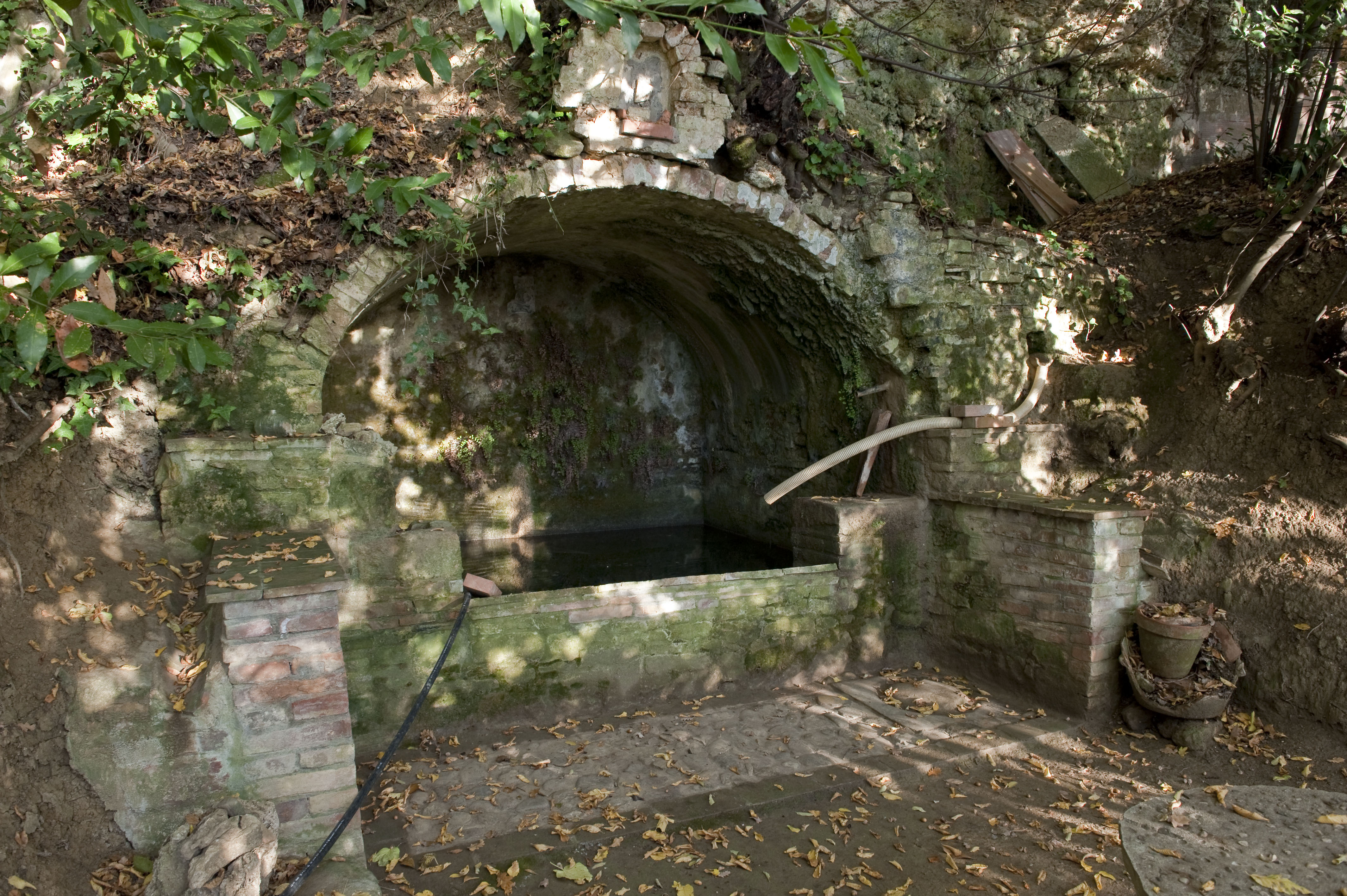
Fonte Alloro.

Subito dopo la distruzione materiale, Firenze decretò che sul terreno della città non si sarebbe mai più potuto costruire alcunché. Questa scelta, che fece della collina di Semifonte una vera e propria terra maledetta, paradossalmente, garantì il perpetuo ricordo della vicenda che spesso divenne anche un mito.
I primi a tramandarne il ricordo furono i discendenti dei semifontesi. La prima rievocazione della città si ha il 9 novembre 1312. In quel periodo l'imperatore Arrigo VII aveva posto il suo campo a San Casciano in Val di Pesa, e un gruppo di semifontesi decise di giurargli fedeltà. Per farlo si ritrovarono, sul colle di Semifonte, quattro uomini della parrocchia di san Niccolò e, davanti ad un notaio, incaricarono uno di loro di presentarsi davanti all'imperatore per fare atto di sottomissione. Questo atto in realtà venne richiesto agli abitanti di tutti i castelli del circondario, ma qui ebbe un peso speciale, tanto che il comune di Firenze inviò negli stessi giorni un suo incaricato a organizzare la difesa del territorio ed a sorvegliare questa popolazione che evidentemente non era considerata molto affidabile.
Ma il ricordo si era tramandato anche in un altro contesto. Nella vicina chiesa di Santa Maria al Bagnano era ospitata una confraternita intitolata a Santa Maria a Semifonte, confraternita che forse era nata addirittura all'interno del castello, il cui scopo era quello di mantenere i contatti tra i discendenti degli abitanti dello scomparso centro sparpagliati nei dintorni. Nella sua attività non erano riscontrabili intenti politici, anche se i suoi membri erano in maggioranza filo-ghibellini ma non mancavano i confratelli legati alla guelfa Firenze e così il trait d'union tra i membri era più la nostalgia che la politica.
Le famiglie semifontesi che si erano rifugiate a Firenze non nascosero mai le loro origini, tanto che per i Velluti o per i Pitti fu un motivo di vanto. Uno che non dimenticò Semifonte fu Dante Alighieri che, tramite Cacciaguida, la rievoca nel XVI canto del Paradiso e la ricorda come una città soprattutto di commerci. Diverso invece fu l'atteggiamento dei grandi cronachisti fiorentini del XIV secolo. Ricordano Malespini dà per scontato che tutti i castelli del contado dovessero sottomettersi e ubbidire a Firenze, ma concede a Semifonte l'onore di essere caduta solo in seguito a tradimento. Tradimento che, invece, è un motivo di vanto nelle cronache di Giovanni Villani e di Paolino Pieri mentre Marchionne di Coppo Stefani ricorda il divieto di ricostruire qualsiasi edificio sul luogo. Gli storici del Quattrocento e del primo Cinquecento (Poggio Bracciolini, Leonardo Bruni, Francesco Guicciardini e Niccolò Machiavelli) invece, questo periodo storico, in genere non lo analizzano per nulla, preferendo concentrarsi soprattutto sulla fondazione di Firenze, per poi saltare direttamente all'epoca delle prime contese tra guelfi e ghibellini. Il loro disinteresse per la vicenda è inspiegabile visto che la guerra di Semifonte fu una guerra lunga e combattuta in diverse fasi: fu preceduta da numerose distruzioni di castelli minori e dall'enorme impegno diplomatico per isolarla dai vicini. Per Firenze fu la prima operazione militare e diplomatica di ampio respiro che la portò ad assumere un ruolo decisivo nello scacchiere politico toscano, ma evidentemente gli storici del periodo lo hanno sottovalutato.
L'attenzione per Semifonte riprese verso la fine del XVI secolo. Nel 1588 l'ormai ottantenne canonico del Duomo Giovan Battista Capponi chiese al granduca il permesso di costruire una cappella in vetta al poggio «dove già fu uno castello che si chiamava Semifonte» e dove vigeva il divieto di edificazione. Fu presentato anche il progetto, redatto da Santi di Tito, che prevedeva che la cupola fosse 1/8 di quella di Santa Maria del Fiore. Dopo lunghi tentennamenti da parte del granduca si dette il permesso di costruire ed i lavori furono completati nel 1597 da Neri di Piero Capponi, nipote del canonico, nel frattempo defunto nel 1594.
La realizzazione di questo monumento è strettamente correlata con la vicenda della costruzione del Tempio di Santo Stefano della Vittoria, anch'esso a pianta ottagonale, realizzato nei pressi di Scannagallo su commissione di Cosimo I de' Medici, con l'intento di commemorare la vittoria definitiva di Firenze su Siena e realizzare un sacrario per i caduti di entrambi i fronti. La cupola di Semifonte, dunque, ha uno scopo pacificatorio ed anche di riconoscimento dei meriti della dinastia medicea quali unificatori dei popoli toscani.
Nei primi decenni del XVII secolo fu fatta circolare manoscritta la Istoria della guerra di Semifonte, attribuita a Pace da Certaldo e apparentemente redatta tra il 1320 e il 1332, la quale fu pubblicata a stampa come autentica nel 1752 da Giovanni Targioni Tozzetti. Pace da Certaldo è un personaggio storico realmente esistito, nel 1316-17 eletto priore delle arti della repubblica fiorentina insieme a Giovanni Villani, ma l'opera storiografica a cui è legato il suo nome è il frutto delle ambizioni di Piero Della Rena e di suo fratello Raffaello. Il libro venne divulgato per accrescere il prestigio della famiglia ed infatti i Della Rena si vantarono di discendere dal dominus Scoto, il primo dei semifontesi a firmare l'atto di resa a Firenze, e riuscirono, nel 1628, a farsi riconoscere come i Della Rena di messer Pace; non paghi di ciò, nel 1631 fecero restaurare il sepolcro di Pace e finalmente nel 1753 vennero iscritti tra la nobiltà fiorentina. L'opera di Pace rimane la fonte per antonomasia di chi si avvicina alla storia di Semifonte; probabilmente i Della Rena partirono da un testo già esistente e si limitarono ad aggiungere quanto faceva a loro comodo, visto che comunque, dal punto di vista topografico, per le descrizioni delle fortificazioni e dei resti si trovano anche oggi dei riscontri oggettivi, ma questo non da tutti venne accettato, come ad esempio da Isidoro Del Lungo che la definì «mostricciuolo di cronica ibridamente mescolata con erudizione di documenti».
Nel 1827 venne pubblicato un poema che è il maggior esempio del mito di Semifonte: Semifonte conquistata e distrutta da' Fiorentini nell'anno 1202. Poema eroico in dodici canti. L'autore è un certo Giacomo Mini, un oscuro poeta, che, a suo dire, dopo aver visitato l'area del fu castello decise di trarne un poema sulla tragica vicenda e sull'effimero destino delle glorie del mondo. Affascinato dalla vicenda decise di realizzare un poema epico sullo stile di quelli Omero, Torquato Tasso o Virgilio e come obbiettivo si pose di dare risalto al valore degli uomini della Toscana «di magnanimi eroi terra feconda» . Come fonte usò l'unico testo allora conosciuto, La Storia di Pace da Certaldo e il Del Lungo, con lui, fu benevolo, definendo il poema «innocente cosa».
Un lemma è dedicato a Semifonte nel Dizionario geografico fisico storico della Toscana di Emanuele Repetti, attingendo a documenti d'archivio. All'inizio del Novecento, tratta di Semifonte Isidoro Del Lungo; nel suo scritto c'è un buon uso delle fonti storiche, si comincia a delineare una storia della città documentabile e vi è un commento alla terzina dantesca, anche se si impegna un po' troppo a demolire l'opera di Pace da Certaldo su cui riversa tutto il suo astio. Un'altra opera fondamentale è la Storia di Firenze di Robert Davidsohn. Tutta l'opera si basa su un completo e rigoroso uso delle fonti documentarie ma pecca di faciloneria sul fronte dei rilievi sul campo. Davidsohn forse non andò sul luogo dei fatti, oppure ci andò di fretta visto che afferma «non rimaneva nessuna rovina di mura».
La precisa individuazione dei resti archeologici di questa città si deve al generale Enzo Salvini: ancora nel 1964 infatti, Piero Bargellini nella sua Splendida storia di Firenze intitolò Lo spettro di Semifonte il capitolo dedicato alla città valdelsana. Vi erano accenni in opere letterarie (una su tutte i versi danteschi del XVI canto del Paradiso), leggende, ma la città rimase solo uno spettro romantico fino ai risultati raggiunti con le campagne di scavo condotte dal Salvini e divulgati grazie alla sua opera Semifonte (1969), indispensabile per chiunque voglia intraprendere qualsiasi tipo di studio che riguardi questo argomento.
L'ultima opera significativa su Semifonte è Semifonte in Val d'Elsa e i centri di nuova fondazione dell'Italia medievale curato da Paolo Pirillo ed edito nel 2004. In quest'opera sono riportati gli interventi dei numerosi studiosi che parteciparono al convegno di studi tenuto a Barberino Val d'Elsa nell'ottobre 2002. Nel capitolo Nascita e morte di un centro fondato si riporta la vicenda di Bonaiuto di Gianni, un esule semifontese che nel 1224 venne imprigionato e portato di fronte al podestà di San Gimignano; interrogato su perché della sua presenza nei dintorni di San Gimignano, il Bonaiuto racconta tutta la sua vita e si dichiara rimasto legato per sempre a Semifonte, dimostrando che il distrutto castello era già diventato una sorta di ideale terra degli avi. Afferma Paolo Pirillo:

## Semifonte oggi

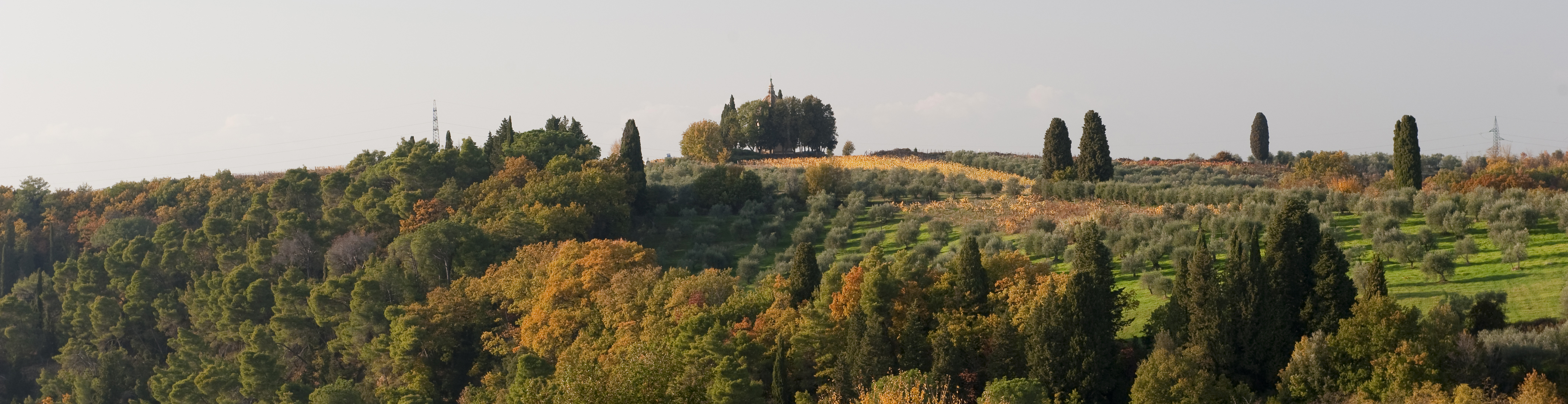
Panorama di Semifonte con al centro la Cappella di San Michele.

La collina su cui sorgeva Semifonte è delimitata a est e a nord dal torrente Agliena, a ovest Borro dell'Avanella e a sud dal Borro delle Avane. Dal punto di vista geologico, la collina è inseribile nel quadro del ben più ampio bacino dell'Arno formatosi tra il Cenozoico e il Quaternario ed è costituita da sabbie pleistoceniche nella parte più vicina alla superficie e sotto da formazioni argillose, tutti elementi che favoriscono la presenza di falde acquifere superficiali.
Al centro di tutto sorge la cupola di San Michele Arcangelo. Intorno ad essa la collina è intensamente coltivata a vite e ad olivo mentre sulle pendici si trovano zone boscose; all'interno di questi boschi si trovano quattro fronti di frana contrapposti che hanno formato delle vere e proprie balze con un dislivello di diverse decine di metri, che hanno conferito al colle la caratteristica forma a stella. Sulle pendici di questo colle si trovano tre fonti denominate Fonte di Santa Caterina, Fonte della Docciola e Fonte Alloro, le prime due sono state al centro anche di devozione popolare per le supposte qualità salutari delle acque.

### Le case-torri
Dell'antica città non rimane quasi più nulla ma dopo l'abbattimento delle strutture, i materiali furono riutilizzati in diversi edifici posti sulla stessa collina. In questi edifici si trovano delle case-torri che nei secoli successivi furono trasformate in case coloniche, in genere dopo essere state scapitozzate. Fa eccezione la cosiddetta Torre del Frantoio, che presenta l'altezza originaria; è situata nel borgo di Petrognano e, nello stesso borgo, la villa padronale ha inglobato un'altra torre, riadattata a torre dell'orologio. In tutto le case torri del poggio di Semifonte sono sette, ma potrebbero essere anche di più visto che qualcuna potrebbe essere stata inglobata in costruzioni successive ed oggi non più visibili. Tutte queste case torri presentano caratteristiche comuni: sono state realizzate con pietra arenaria del luogo, hanno un'identica organizzazione degli spazi e tutte hanno archi a sesto acuto e mensole per sostenere i soppalchi. Il fatto di aver utilizzato tutte lo stesso materiale e lo stesso modo di lavorare la pietra fanno pensare ad un'unica tradizione di maestranze e anche ad un'unica datazione: il Duecento o più precisamente alla seconda metà dello stesso secolo.
Se questi dati sono esatti si potrebbe confermare l'ipotesi che il borgo di Petrognano coesistesse e sia sopravvissuto alla fine di Semifonte, e che i fiorentini abbiano imposto il divieto di ricostruzione solo all'area precedentemente occupate dal castello, lasciando facoltà di costruire nelle immediate vicinanze, come poi è realmente successo nei piccoli agglomerati di San Donnino, Bagnolo e nella casa torre di San Niccolò.

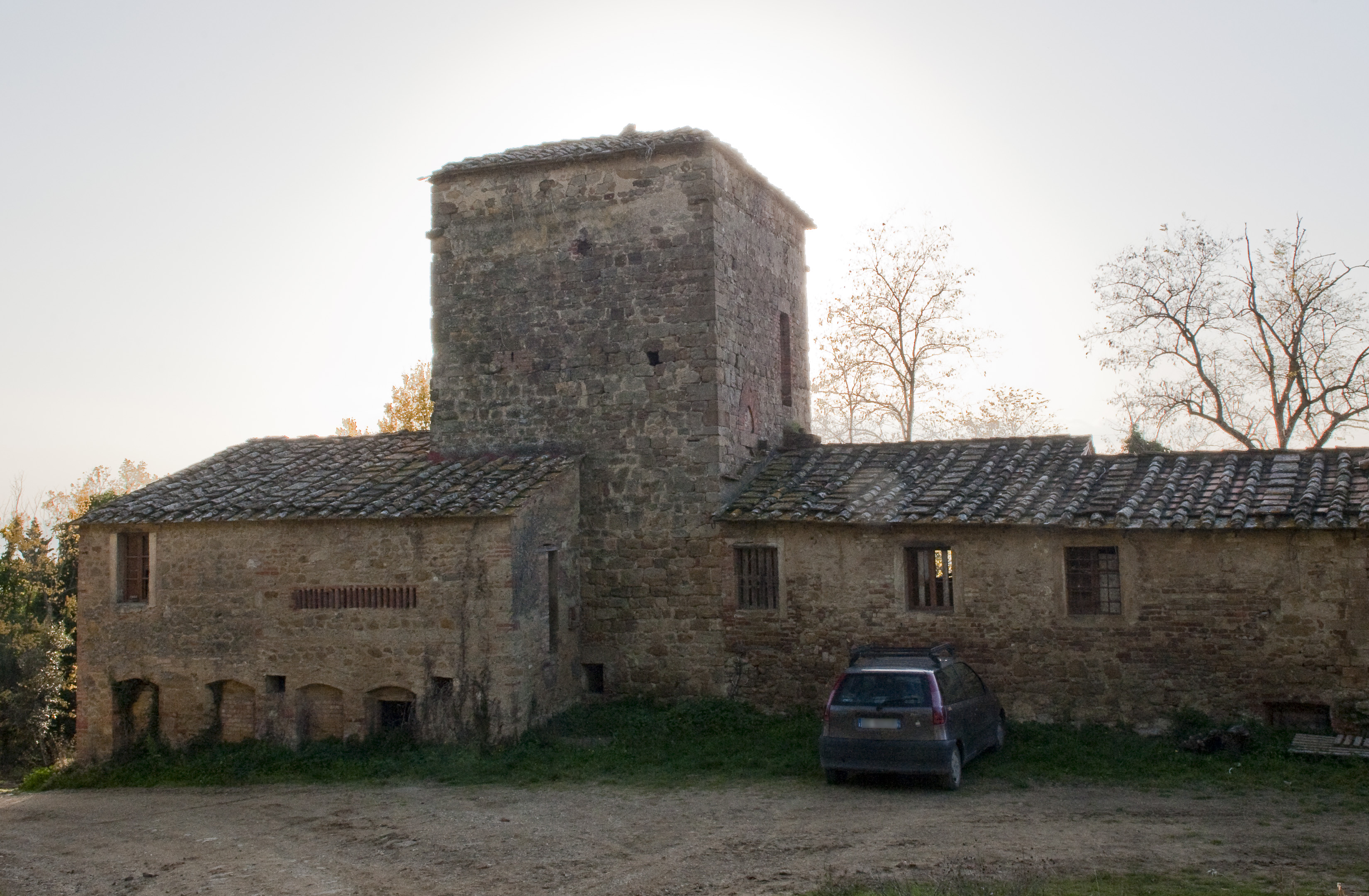
Casa-torre di San Niccolò.

La casa-torre di San Niccolò si trova all'incrocio di due mulattiere sul versante sud della collina. È costruita interamente in pietra, presenta una pianta quadrata e si sviluppa per un'altezza di 12 metri; nella fiancata orientale sono visibili due feritoie mentre nella fiancata occidentale sono visibili numerose feritoie oltre a buche pontaie. All'interno si trovano un arco a sesto acuto e porte e finestre architravate. La torre è stata scapitozzata e successivamente rialzata con mattoni e sul lato ovest presenta un arco a sesto acuto in mattoni. Il complesso è databile, nelle sue parti più antiche, all'XI secolo ed è l'unica torre difensiva della città rimasta in piedi. Secondo l'ipotesi del Salvini, in questa torre, il presidio militare fiorentino incaricato di vigilare sulla distruzione della città avrebbe trovato dimora e una volta terminata l'opera di demolizione, i militari hanno scapitozzato la torre e si sono semplicemente limitati ad abbandonarla.
All'interno del borgo di Petrognano sorge la Torre al Borgo o Torre del Frantoio. Si tratta di un'altra torre a pianta quadrata realizzata con conci in pietra e inglobata in una casa colonica. Sul lato meridionale è presente una porta con arco in mattoni, una finestra sormontata da un arco a sesto acuto tamponato e, nei pressi del tetto, una finestra con arco a tutto sesto. Su tutti i lati sono ben visibili numerose feritoie e buche pontaie.
Un'altra torre si trova sul versante sud/est in un punto molto scosceso. Si tratta di una torre a pianta quadrata, fatta con grossi conci di pietra a cui è addossata una casa colonica. Sul lato sud vi sono tre finestre sovrapposte e la torre mostra i segni di una scapitozzatura in epoche passate.

### Fornaci e fonti

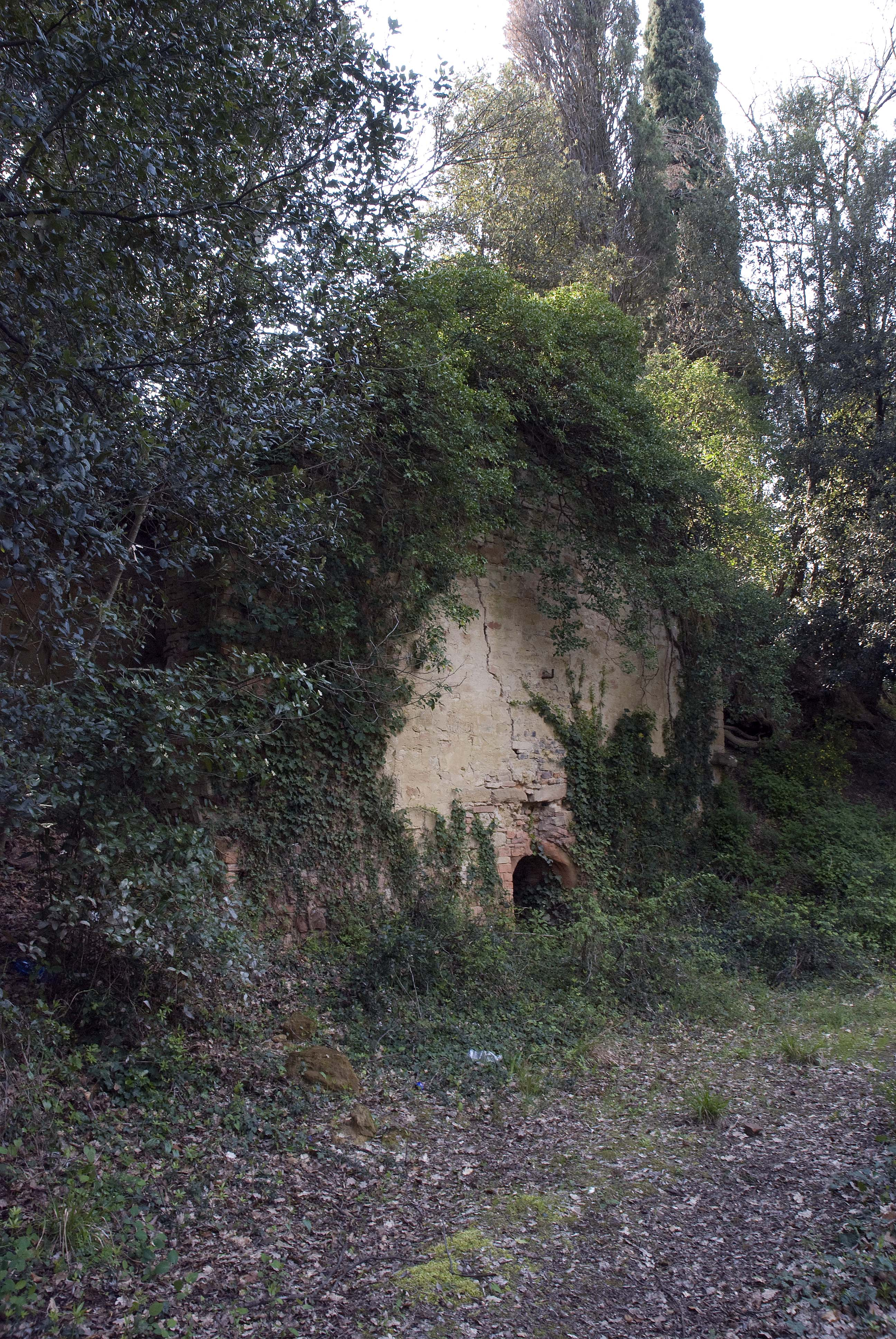
Ruderi della fornace di Santa Caterina.

Tra il borgo di Petrognano e la cappella di San Michele si trova un bosco, all'interno del quale, vicinissimo alla strada, si trovano i ruderi di due fornaci: la prima, detta fornace La Volpe, è la più piccola e appare quasi interamente distrutta. Prende il nome da una piccola volpe che vi si sarebbe nascosta durante una battuta di caccia e grazie alla quale venne scoperta; al momento della scoperta all'interno vennero ritrovati un numero considerevole di mattoni e tegole ancora non cotti. Presenta una parete del rivestimento interno della camera di combustione e il cunicolo di accesso in mattoni. L'altra è la Fornace di santa Caterina ed è molto più imponente. È una costruzione di circa 4 metri di altezza, costruita in mattoni e ciottoli di fiume e presenta, in basso al centro, un'apertura ad arco, molto simile alla precedente, dalla quale si accede, attraverso un canale di circa 2 metri di lunghezza, alla camera di combustione interna dalla forma cilindrica che si sviluppa per tutta l'altezza della struttura e che oggi è riempita di terra. Secondo Enzo Salvini la prima era una fornace di laterizi mentre la seconda era una fornace di calce di età moderna e quindi non collegabile alla vicenda storica di Semifonte.

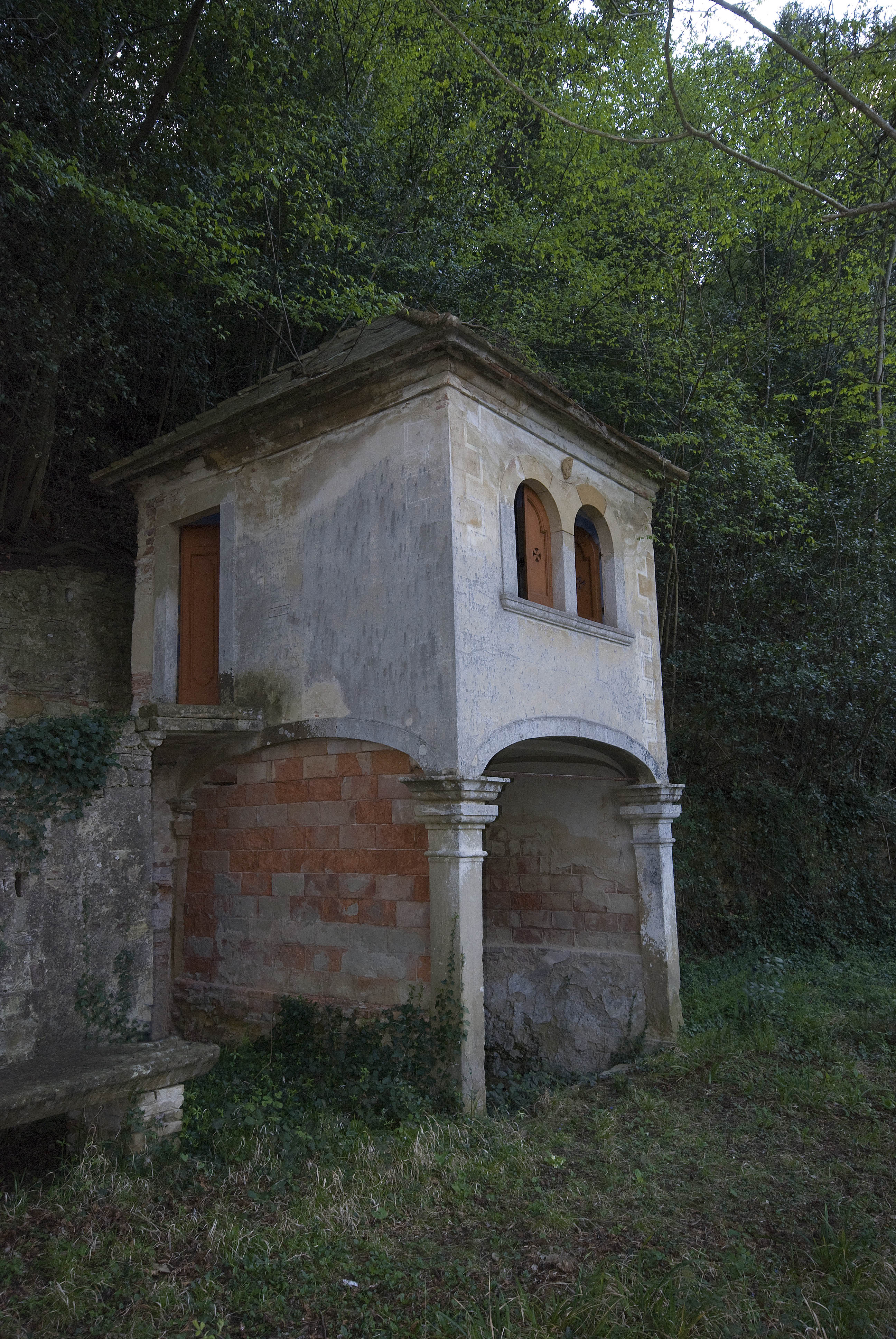
La fonte del latte

Sullo stesso versante, ma più in basso, si trova la fonte di Santa Caterina (o fonte della Madonna del Latte). La fonte è inglobata in una struttura a due piani, dove al piano superiore si trova una cappella per le funzioni religiose e per la conservazione degli ex voto mentre al piano inferiore si trova la fonte vera e propria e qui è collocata una lapide con un'iscrizione in latino riferibile a Santa Caterina, datata 1572, dove si ricorda la guarigione miracolosa della santa che, dopo aver bevuto l'acqua di questa fonte, sarebbe guarita dalla febbre.
Nel versante nord-ovest della collina è situata un'altra fonte: la Fonte della Docciola (o fonte della Tosse)). Si presenta come una vasca rettangolare circondata per metà dalla vegetazione e, per l'altra metà, sormontata da una costruzione recente in cemento armato che ne nasconde in parte la vista, realizzata dal comune di Certaldo per l'acquedotto. Il lato corto misura circa 4 metri per una profondità da uno a tre metri a seconda dello tato di conservazione. Fino ad epoca recente è stata usata per l'approvvigionamento idrico e probabilmente era dotata di strutture per l'appoggio dei carri. Durante gli scavi qui effettuati nel 1967-68 vennero messi in luce dei reperti databili non oltre l'inizio del XIII secolo che confermerebbero un'interruzione della vita coincidente con la distruzione di Semifonte, tanto da ipotizzare che questa fonte fosse inserita all'interno del vero e proprio castello di Semifonte.
La terza fonte si trova sul versante sud-ovest ed è situata su una mulattiera che collega la Torre di San Niccolò con la strada rotabile e sbuca all'altezza di Casa Pietraia. Tale fonte è detta Fonte Alloro e la sua struttura attuale non sembra risalire oltre l'età moderna. Questa notevole abbondanza di acque è stato uno dei motivi della scelta del luogo quale sede di un castello.
All'incrocio delle tre moderne strade provenienti da San Donnino, Santa Maria al Bagnano e Petrognano sorge la cappella di San Michele Arcangelo.

### Ilduomo della Val d'Elsa
Intorno al 1594, dopo notevoli insistenze, il Granduca Ferdinando I consentì a Giovan Battista di Neri Capponi, di costruire la cappella ottagonale dedicata a San Michele Arcangelo, terminata nel 1597; progettata da Santi di Tito, la cupola è un ottavo della cupola di Santa Maria del Fiore tanto che è conosciuta come Il Duomo della Val d'Elsa. Con essa il Capponi voleva commemorare l'epica resistenza di un popolo fiero che osò sfidare la città che in seguito avrebbe asservito tutta la Toscana.
La cupola fu edificata nei pressi della distrutta Rocca di Capo Bagnolo, ossia, nel centro di Semifonte in corrispondenza della antica piazza.

### Altre evidenze archeologiche
Inserite nella vegetazione si trovano altre testimonianze sull'antica città.

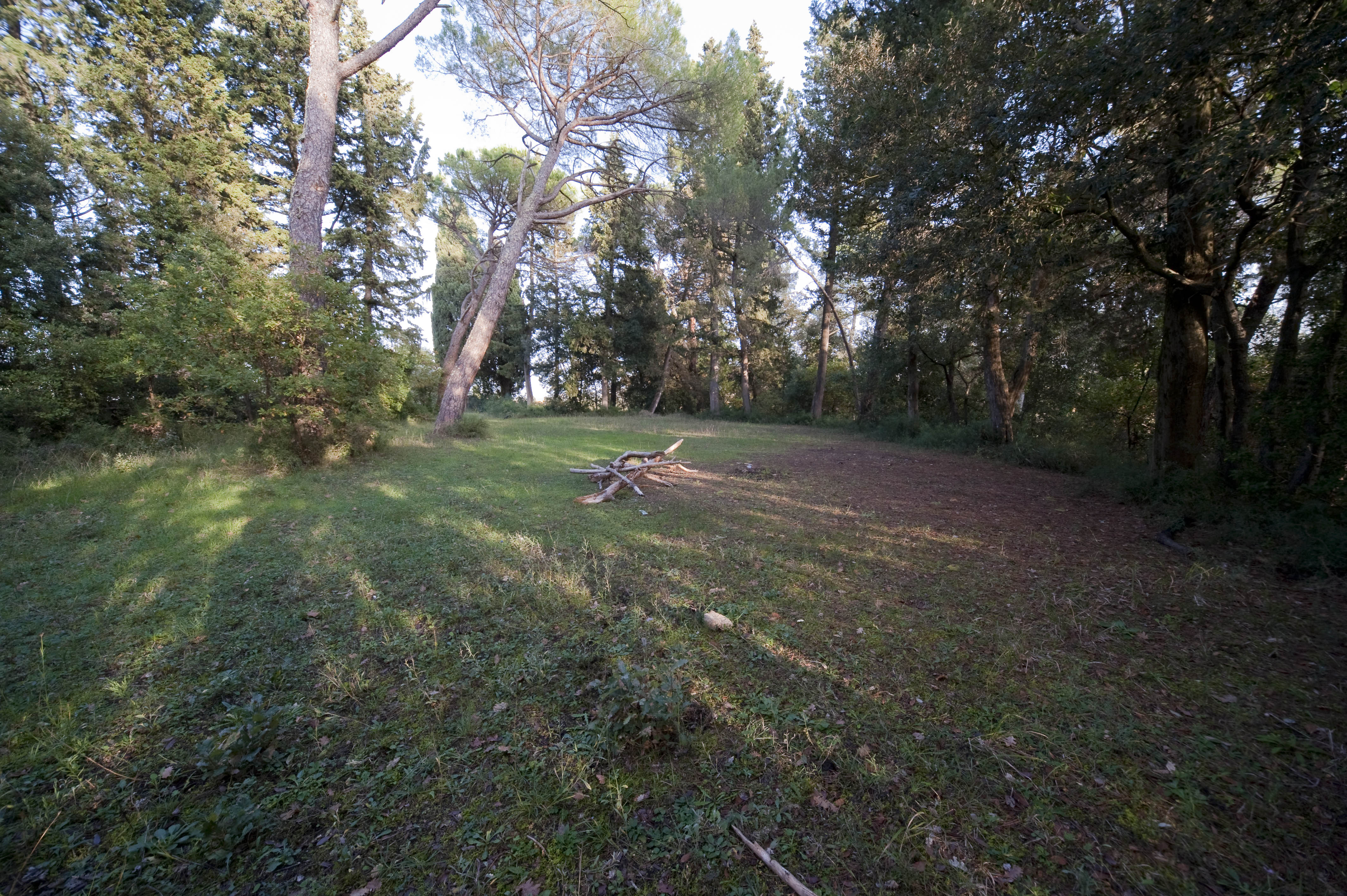
Area conosciuta come il Tondo.

Lungo la strada sterrata che congiunge la Provinciale 50 Petrognano-San Michele con l'agglomerato di San Niccolò si trova un'area pianeggiante e circolare, ricoperta da un manto erboso e delimitata da alberi, che sarebbe stata sede di una costruzione di incerta destinazione, forse si tratta del basamento di una delle torri angolari della Rocca di Capo Bagnolo.. Quest'area è conosciuta come il Tondo. Di tale edificio resta sul lato sud un muro in pietra murato con malta di circa un metro di altezza e formato da grosse pietre mescolate ad altre più piccole, sullo stile del paramento murario della Rocca di San Gimignano. Salvini ipotizza che all'interno del semicerchio di questo muro ne esista un altro parallelo e tra i due muri vi sia un riempimento a pietre tanto da fa ipotizzare una costruzione a sacco.
Nell'agglomerato di San Niccolò sorge la chiesa di San Niccolò. Probabilmente questa è la chiesa citata in due atti della badia a Passignano datati 23 agosto 1195 (Semifonti in Mallianese ante casam ecclesie de Malliano) e 30 agosto 1197 (ecclesie de Malliano). Si tratta di una chiesa di piccole dimensioni, a pianta rettangolare, coperta a tetto, nella cui facciata si trova un oculo. All'esterno è visibile un arco in mattoni a tutto sesto. Il paramento murario esterno è in parte intonacato ma, nella parte scoperta, si notano dei blocchi di pietra di grandi dimensioni, molto simili a quelli della torre di San Niccolò. All'interno, intonacato e abbellito con un altare con il piano in pietra, fino agli anni sessanta, erano visibili delle iscrizioni con caratteri di varie epoche, tra cui un'iscrizione databile al XV secolo. Nell'architrave si trova un'iscrizione che informa che nel XVI secolo il canonico Capponi fece chiudere e restaurare questo edificio; in altri termini l'arco in mattoni visibile in facciata dimostra che in origine questa era aperta a tutti i fedeli.
Ad ovest della cupola, lungo la strada che conduce a San Donnino, si trova il toponimo Pieve Vecchia. L'area, di circa 3000 m², è occupata dal giardino di un'abitazione privata. Il giardino è delimitato da muretti a secco e al suo interno sono visibili dei piccoli muretti con conci squadrati. Nel settore rivolto a nord-ovest sono visibili un basamento dalla forma di un T rovesciato, un basamento circolare riferibile a una colonna e un architrave posta in posizione verticale a scopo di decoro. Questa doveva essere l'ubicazione dell'antica Pieve di San Jerusalem a Semifonte citata nelle carte della badia a Passignano nel dicembre 1192.
Nella zona di Santa Maria a Bagnano si trova un basamento in conci di pietra di grandi dimensioni lungo circa due metri per uno di altezza che sarebbe quanto rimane dell'antica fonte al Bagnano e sempre nella stessa zona, vi sono numerosi affioramenti di pietre di grandi dimensioni, poco visibili a causa della fitta vegetazione, sulla cui origine però non esistono ipotesi. Nella zona di Bagnano, per la precisione sopra la Casa La Porta, si trovano i ruderi di un ambiente a pianta quadrilatera realizzato con mattoni e pietre le cui mura sono late circa due metri. Sul lato nord è presente anche un'apertura.

### Borgo di Petrognano

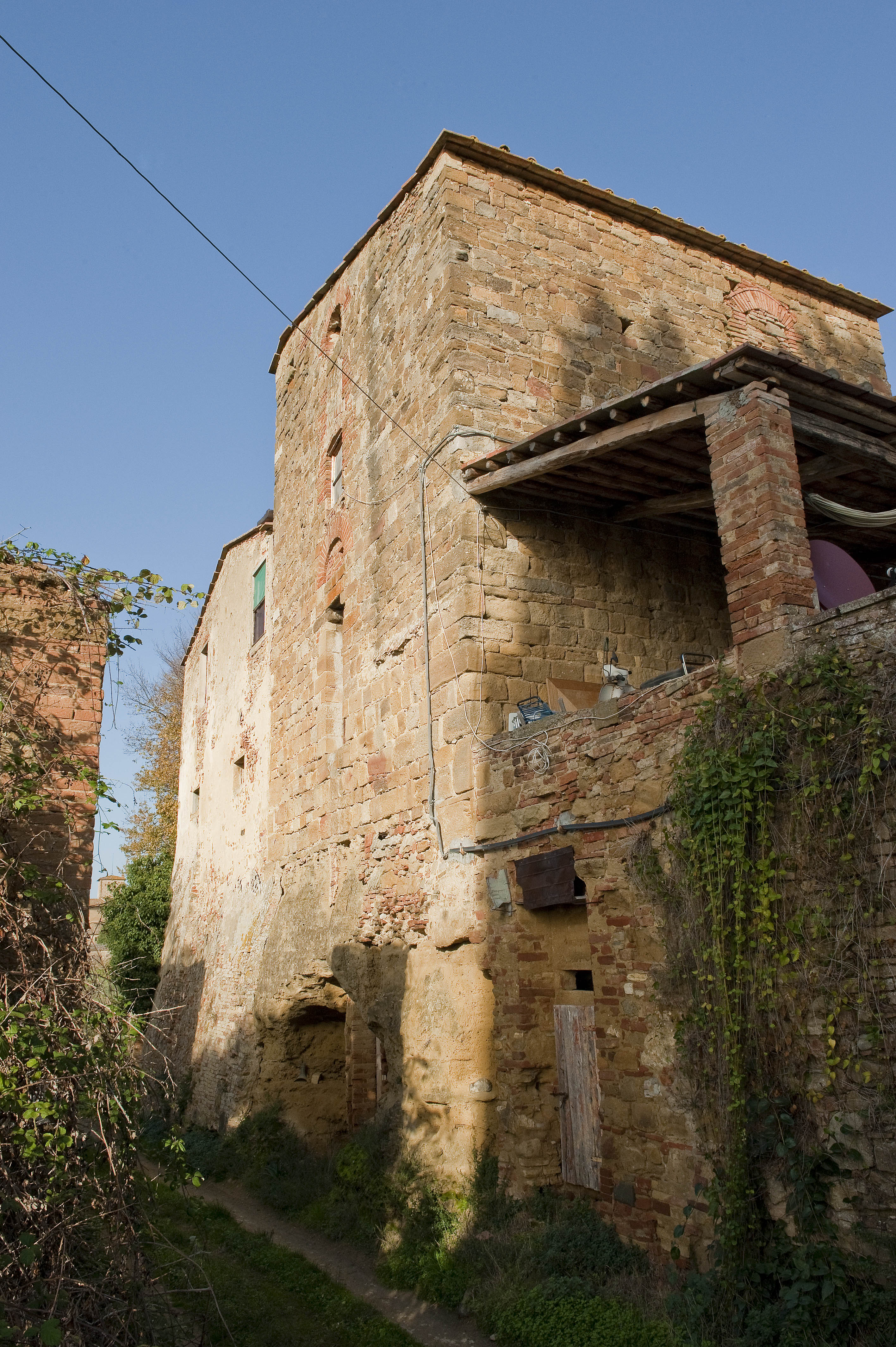
Torre del Morello

Alla distruzione di Semifonte sopravvisse solamente l'odierno abitato di Petrognano, poiché si trovava fuori dal circuito murario della città; si tratta del cosiddetto "Borgo", che in realtà doveva essere anch'esso fortificato (vi si possono vedere le strutture di almeno tre case - torri e di alcuni bastioni) e che, durante l'ultimo assedio, fu conquistato per primo dalle milizie fiorentine e dai loro alleati. La torre più imponente è quella detta appunto del Borgo descritta prima, ma a breve distanza si trova un'altra torre in pietra, trasformata in privata abitazione. Detta torre presenta sulla facciata esterna un bell'arco a sesto acuto in pietra, identico a quello situato all'interno della torre di san Niccolò. Di fronte a questa torre vi è una massiccia costruzione, ora in stato di abbandono, che sarebbe stata in origine il monastero della Santa Croce. Su una parete esterna si trova un arco a sesto acuto in mattoni.
Sulla strada che porta alla chiesa di san Pietro si trova la Torre del Morello. Questa torre sorge su un blocco di sabbie arenacee. Secondo quanto venne raccontato al Salvini dai vecchi del luogo, un tempo sarebbe stata adibita a prigione. È tutta in pietra e sulla facciata rivolta a sud si trova una bella finestra del XIII secolo. In fondo alla strada sorge la chiesa di San Pietro a Petrognano.

## Bibliografia

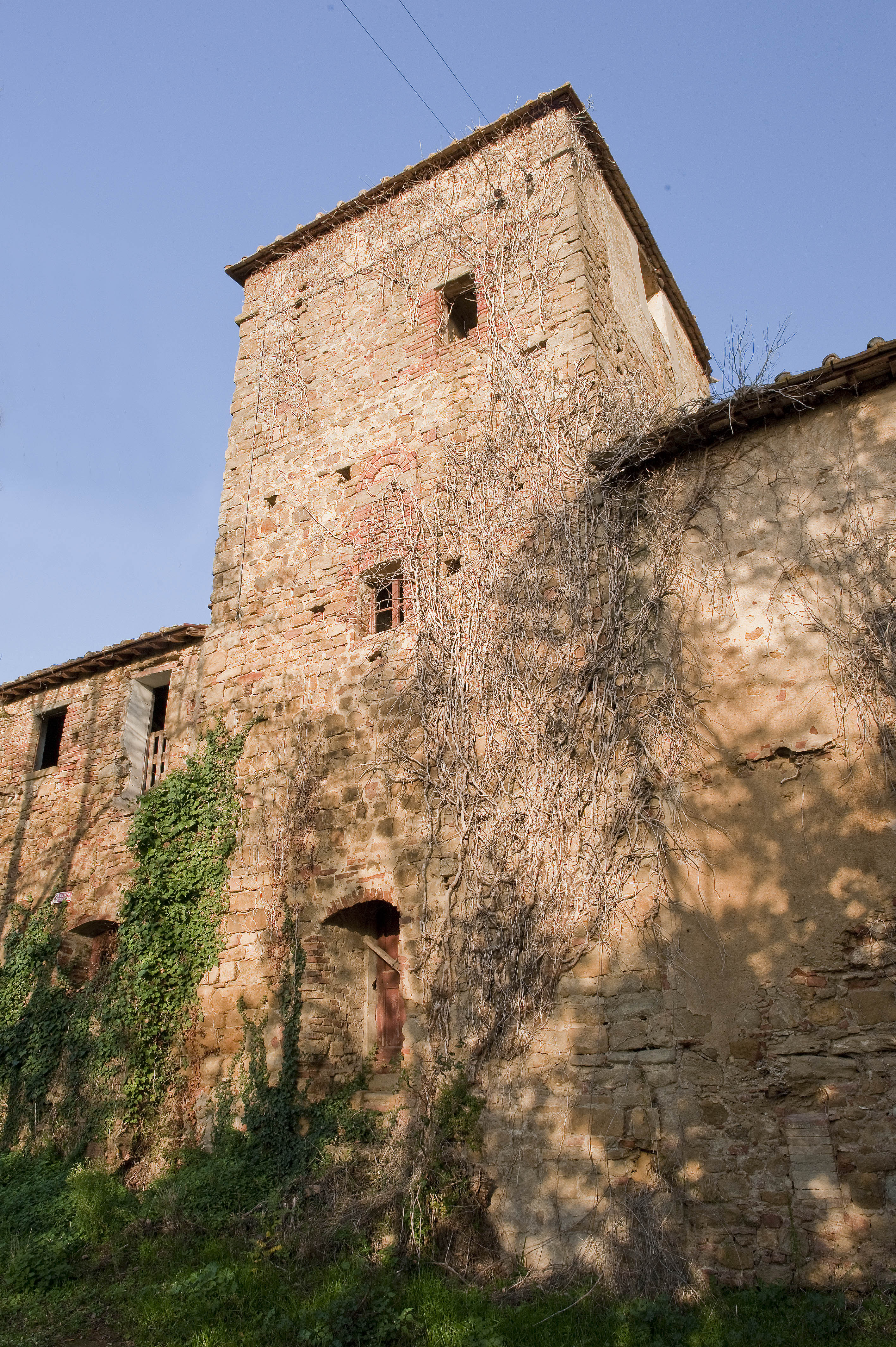
Fronte sud della Torre di San Niccolò

### Esplicative
1. ↑  Molto controversa è l'attribuzione a Semifonte del titolo di castello o di città; per un approfondimento, vedi Salvini 1969, pp. 89-91.
2. ↑  Il 4 giugno 1155 Alberto IV veniva definito puer, mentre il 10 agosto 1164 il conte si vide confermare i suoi beni quindi aveva raggiunto la maggiore età (Pirillo 2004, p. 243, nota 26).
3. ↑  Secondo il Davidsohn, questo episodio sarebbe da interpretare come una rifondazione di Semifonte, ma visto che il castello non aveva subito grossi danni appare un po' improbabile (Davidsohn 1957, Volume I, p. 862).
4. ↑  L'Alberti cedette la metà del «castri de Semifonti et discrictus eius cum hominibus et castellanis» (Davidsohn 1957, Vol. I p. 879).
5. 1 2 3  Nel dicembre 1192 risulta rogato un atto «in castro de Semifonte, in ecclesia Sancti Lazari» (Pirillo 2004, p. 251).  Il documento originale conservato presso l'Archivio di Stato di Firenze, su archiviodistato.firenze.it.
6. ↑  I consoli erano Uguiccio Isaki, Ildebrandinus Scoti, Orlandinus Nieri mentre i consiglieri erano Abatellus, Angeluchius, Biliottus Albertiski, Boninus, Bonvassallus, Rolandinus, Sinibaldus Ugicionis (Pirillo 2004, p. 261, nota 87).
7. 1 2  In una pergamena della badia a Passignano, datata 15 novembre 1192, si trova scritto: «casam cum plateam positam in castro de Simifonte, in burgo de Cascianese» (Pirillo 2004, p. 247).  La pergamena originale dell'atto di acquisto conservata presso l'Archivio di Stato di Firenze, su archiviodistato.firenze.it.
8. ↑  I fiorentini rispettarono l'accordo visto che almeno fino al 1208 la zona risultava di pertinenza di Tabernaria, la moglie del conte Alberto IV (Semifonte in Val d'Elsa e i centri di nuova fondazione dell'Italia medievale, p. 229).
9. ↑  Tra le due città esisteva già un precedente accordo, che era stato firmato l'11 dicembre 1176 nella pieve di San Marcellino e aveva messo fine alla battaglia di Asciano, scoppiata due anni prima per questioni di confini nel Chianti e per il controllo di Montepulciano. In quel patto si stabilì che il confine nella zona del Chianti sarebbe iniziato dal punto in cui il torrente Bornia si getta nell'Arbia e così i castelli di Brolio, Campi, Lucignano, Monteluco, Lecchi e Tornano passarono sotto il controllo di Firenze (Balestracci 2004, p. 147).
10. ↑  L'atto fu stipulato in segreto nella chiesa di Santa Cecilia e reso pubblico soltanto nel 1289. I discendenti fecero più volte modificare l'atto; l'ultima volta fu il 19 maggio 1428 nell'interesse di Luca del Sera discendente di Ricevuto di Giovannetto. Risulta che ancora nel 1602 esistessero dei discendenti che godevano dell'esenzione (Guarducci, p. 79).
11. ↑  Una clausola prevedeva che dovesse essere aperto solo 3 giorni dopo la distruzione della Rocca Capo Bagnolo (Salvini 1969, p. 135).
12. ↑  Il nome dell'usuraio è riportato nella carta della badia a Passignano datata 29 maggio 1203 e si tratta di Giacomo di Uguccione degli Ubriachi (Pirillo 2004, p. 268).
13. ↑  Tale situazione è perfettamente riscontrabile nei primi 30 anni di vita di Scarperia o di Firenzuola, città fondate dai fiorentini nel XIV secolo (Pirillo 2004, p. 245, nota 34).
14. ↑  Bagnolo era ancora esistente nella prima metà del Trecento e risulta vi fossero delle abitazioni, una fornace e una torre (Pirillo 2004, p. 245, nota 35).
15. ↑  Tezanello è forse assimilabile al toponimo Tizano, che oggi è divenuto Tezzano, luogo dal quale proveniva uno dei giuranti dell'accordo del 1202 (Pirillo 2004, p. 246).
16. ↑  Salvini si spinge ad ipotizzare che, in alcuni tratti scoscesi, fossero state realizzate delle mura in laterizio (Salvini 1969, p. 66).
17. ↑  Il tratto di mura rimasto andava dalla località Fonte fino al luogo dove era situata la «domus et turris Leonis» (Pirillo 2004, p. 246).
18. ↑  Dalle carte della badia a Passignano:23 agosto 1195 «Seminfonti, in Mallianese»; 31 marzo 1196 «Semifonti, in Cascianese»; 31 marzo 1196 «Semifonti, ante ecclesia de Malliano» (Pirillo 2004, p. 247).
19. ↑  A sud della cupola si trova un agglomerato che porta il nome di San Niccolò e nel quale è presente un piccolo edificio di culto, anche se Paolo Pirillo non conferma che possa trattarsi dello stesso edificio (Pirillo 2004, p. 251, nota 50).
20. ↑  Del popolo di Piano non resta traccia. Fino al XIV secolo nel popolo di San Martino a Pàstine esisteva una località con questo nome (Pirillo 2004, p. 251).
21. ↑  La presenza di due fonti con proprietà salutari non è molto comune. Va detto che nei dintorni si trovano altre fonti miracolose come ad esempio la Fonte del Beato situata nel comune di Barberino Val d'Elsa, in località Le Masse, e legata alla vicenda del Beato Davanzato, uno dei patroni di Barberino (Semifonte in Val d'Elsa e i centri di nuova fondazione dell'Italia medievale, p. 314).
22. ↑  L'iscrizione recita: «In D. Catharinae senensis fontem ut sacri fontis latice segnatius hausit languens toto corpore febris abiit aethereos hospes divinae Virginis haustus hinc venerare memor numina sa(n)cta loci MDLXXII idibus septembris».
23. ↑  In questa leggenda si ricorda che l'acqua avrebbe guarito la santa dalla febbre ma la più recente tradizione popolare attribuisce alla fonte delle virtù galattopoietiche destinate a dare o ridare il latte alle puerpere. Questa discordanza di virtù miracolose è forse da attribuirsi ad una sovrapposizione di culti e dalla volgarizzazione del termine latice riportato nell'iscrizione.
24. 1 2  Localmente si ricordano dei versi che venivano recitati da chi si apprestava a bere l'acqua (Semifonte in Val d'Elsa e i centri di nuova fondazione dell'Italia medievale, p. 314).

### Bibliografiche
1. ↑  Davidsohn 1957, Vol. I, p. 839.
2. ↑  Vedi lemma Semifonte dell'Indice generale in Documenti dell'antica costituzione del comune di Firenze, p. 722.
3. ↑  Salvini 1969, p. 40.
4. 1 2  Salvini 1969, p. 25.
5. 1 2  Salvini 1969, p. 28.
6. ↑   Riccardo Chellini, Sanzanome (Senzanome), in Dizionario biografico degli italiani, vol. 90, Roma, Istituto dell'Enciclopedia Italiana, 2017.
7. ↑  La cronaca è stata pubblicata in due edizioni: Sanzanome Iudicis, Gesta Florentinorum ab anno 1125, ad annum 1231 ed è contenuta in Documenti di Storia italiana, editi a cura della Regia deputazione degli studi di storia patria, Firenze, Tipografia Galileiana, 1876 (Semifonte è a p. 134); Sanzanomis Gesta Florentinomrum, contenuta in Quellen und Forschungen zur ältesten Geschichte der Stadt Florenz, a cura di O. Hartwig e pubblicata nel 1875.
8. 1 2 3  Pirillo 2004, p. 243.
9. ↑  Semifonte in Val d'Elsa e i centri di nuova fondazione dell'Italia medievale, p. 182.
10. 1 2  Ceccarelli Lemut 2004, p. 16 del pdf.
11. ↑  Pirillo 2004, p. 244.
12. ↑  Pirillo 2004, p. 245.
13. ↑  Davidsohn 1957, Vol. I, p. 886.
14. ↑  Pirillo 2004, p. 253.
15. ↑  Pirillo 2004, p. 257.
16. ↑  Pirillo 2004, p. 255.
17. ↑  Davidsohn 1957, Vol. I pagg.899-900.
18. ↑  Davidsohn 1957, Vol. I, p. 906.
19. ↑  Davidsohn 1957, Vol. I, pp. 912 e sgg., 930 e sgg.
20. ↑  Semifonte in Val d'Elsa e i centri di nuova fondazione dell'Italia medievale, p. 184, nota 55.
21. 1 2  Semifonte in Val d'Elsa e i centri di nuova fondazione dell'Italia medievale, p. 185.
22. ↑  Ceccarelli Lemut 2004, p. 17 del pdf.
23. ↑  Ceccarelli Lemut 2004, p. 17 del pdf, nota 51.
24. ↑  Semifonte in Val d'Elsa e i centri di nuova fondazione dell'Italia medievale, p. 186.
25. 1 2  Semifonte in Val d'Elsa e i centri di nuova fondazione dell'Italia medievale, p. 187.
26. ↑   Paolo Tomei, Paganello Porcari, in Dizionario biografico degli italiani, vol. 85, Roma, Istituto dell'Enciclopedia Italiana, 2017.
27. ↑  Faini 2004, p. 5 del pdf.
28. ↑   Bruno Bonucci, Filippo Malavolti, in Dizionario biografico degli italiani, vol. 68, Roma, Istituto dell'Enciclopedia Italiana, 2007.
29. ↑  Capitoli del comune di Firenze, XXXIV, pp. 63-64, per il giuramento fiorentino; (LA) Giovanni Cecchini (a cura di), Il caleffo vecchio del comune di Siena, I, Firenze, Leo S. Olschki, 1932,  pp. 65-67, per il giuramento senese.
30. ↑  Faini 2004, p. 8 del pdf.
31. 1 2  Balestracci 2004, p. 146.
32. ↑  In realtà, finita la guerra di Semifonte, ripresero immediatamente gli scontri tra fiorentini e senesi.
33. 1 2  Salvini 1969, p. 104.
34. ↑  Salvini 1969, p. 109.
35. ↑  Salvini 1969, p. 103.
36. 1 2  Salvini 1969, p. 110.
37. ↑  Salvini 1969, p. 111.
38. ↑  In realtà avevano già iniziato ad uccidere e a saccheggiare. Salvini 1969, p. 113.
39. ↑  Salvini 1969, p. 114.
40. ↑  Davidsohn 1957, Vol. I, pp. 944-946.
41. ↑  Matteo Villani, Cronica con la continuazione di Filippo Villani, Ugo Guanda editore, Volume 1, libro II, rubb.XIV-XV, pp. 216-218.
42. ↑  Pirillo 2004, p. 247.
43. ↑  Salvini 1969, p. 46.
44. ↑  Salvini 1969, pp. 63-66.
45. ↑  Salvini 1969, pagg.66-68.
46. ↑  Pirillo 2004, p. 248.
47. ↑  Pirillo 2004, p. 250.
48. ↑  Pirillo 2004, p. 258.
49. 1 2  Pirillo 2004, p. 263.
50. ↑  Pirillo 2004, p. 266.
51. ↑  Pirillo 2004, p. 236.
52. ↑  Pirillo 2004, p. 237.
53. ↑  Velluti Cronica.
54. ↑  Pitti, Cronica, p. XXI e p. 2.
55. ↑  «...ed ebbono per tradimento di uno di San Donato in Poggio, il quel diede una torre». Malespini Cronica, p. 130.
56. ↑  La Cappella di San Michele Arcangelo a Petrognano, p. 21.
57. ↑  Semifonte in Val d'Elsa e i centri di nuova fondazione dell'Italia medievale, p. 329.
58. 1 2   Laura De Angelis, Pace da Certaldo, in Dizionario biografico degli italiani, vol. 80, Roma, Istituto dell'Enciclopedia Italiana, 2014.
59. ↑  Semifonte in Val d'Elsa e i centri di nuova fondazione dell'Italia medievale, p. 332.
60. ↑  Del Lungo 1908, p. 361.
61. ↑  Mini 1827, Volume II, p. 3.
62. ↑  Del Lungo 1908, p. 362.
63. ↑  Salvini 1969, p. 24.
64. ↑  Salvini 1969.
65. ↑  Pirillo 2004, p. 271.
66. ↑  Semifonte in Val d'Elsa e i centri di nuova fondazione dell'Italia medievale, p. 310.
67. ↑  Semifonte in Val d'Elsa e i centri di nuova fondazione dell'Italia medievale, p. 311.
68. 1 2 3  Semifonte in Val d'Elsa e i centri di nuova fondazione dell'Italia medievale, p. 312.
69. ↑  Semifonte in Val d'Elsa e i centri di nuova fondazione dell'Italia medievale, pp. 321-322.
70. ↑  Salvini 1969, pp. 58-59 con foto p. 77.
71. ↑  Vezzosi, p. 19.
72. 1 2  Salvini 1969, p. 59.
73. ↑   Il documento originale conservato presso l'Archivio di Stato di Firenze, su archiviodistato.firenze.it.
74. ↑  Pirillo 2004, p. 251.
75. ↑   Il documento originale conservato presso l'Archivio di Stato di Firenze, su archiviodistato.firenze.it.
76. ↑  Pirillo 2004, p. 252.
77. 1 2  Salvini 1969, p. 54.
78. ↑  Vezzosi, p. 23.
79. ↑  Salvini 1969, p. 58.
80. ↑  Salvini 1969, p. 60.
81. ↑  Salvini 1969, p. 61.